# Lastra a Signa
Lastra a Signa è un comune italiano di 19 940 abitanti della città metropolitana di Firenze in Toscana, conosciuto come Lastra a Gangalandi fino al 1821. Il territorio del comune ha una superficie di circa 43,06 km², con una parte più bassa sviluppatasi lungo il fiume Arno e una parte alta che presenta la massima elevazione nel colle San Romolo (286 m s.l.m.). La chiesa più importante è la storica pieve di San Martino a Gangalandi, situata nella frazione di Ponte a Signa, nucleo originario del Comune di Gangalandi. È chiamata città della pietra per la grande presenza nel passato di cave di pietra arenaria del tipo serena e città della musica per essere stata, fra l'altro, residenza di Enrico Caruso a Villa Caruso di Bellosguardo, ora sede del Museo Enrico Caruso. Porta inoltre il titolo di "città dello Zafferano Italiano".
Il comune ha avuto grande importanza per la sua posizione strategica fin dal Medioevo e desta interesse soprattutto a livello artistico e culturale.

## Geografia fisica

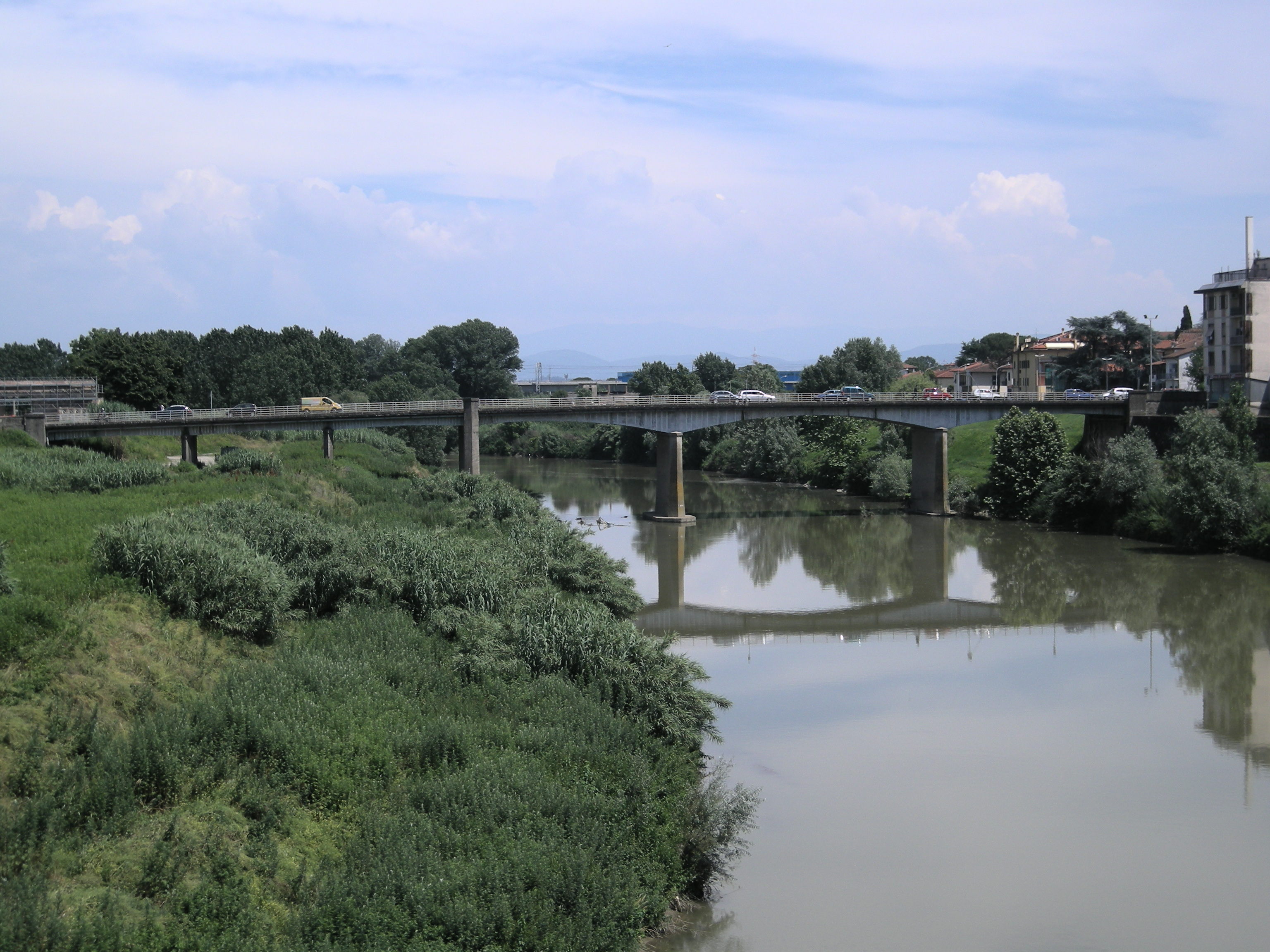
Il fiume Arno e il ponte Nuovo sull'Arno fra Signa e Lastra a Signa

### Territorio
Il capoluogo si trova all'estremità sudoccidentale della Piana di Firenze, presso la confluenza del torrente Vingone con il fiume Arno.
Il territorio comunale si estende tra il fiume Arno (a nord) e il torrente Pesa (a sud-ovest) e comprende una parte della dorsale collinare Arno-Pesa.
- I comuni limitrofi sono:
  - Signa a nord, nella storia i due comuni si influenzano a vicenda e il confine è segnato dal fiume Arno oltrepassabile grazie al Ponte Nuovo sull'Arno;
  - Carmignano a nord-ovest, il confine è segnato dal fiume Arno;
  - Montelupo Fiorentino a ovest, la strada principale che collega i comuni è la SS 67;
  - Montespertoli a sud, il confine è segnato dal torrente Pesa;
  - Scandicci a est, il confine è segnato per una parte dal torrente Vingone.
- Classificazione sismica: zona 3 sismicità bassa - Deliberazione GRT n. 421 del 26/05/2014

#### Idrografia

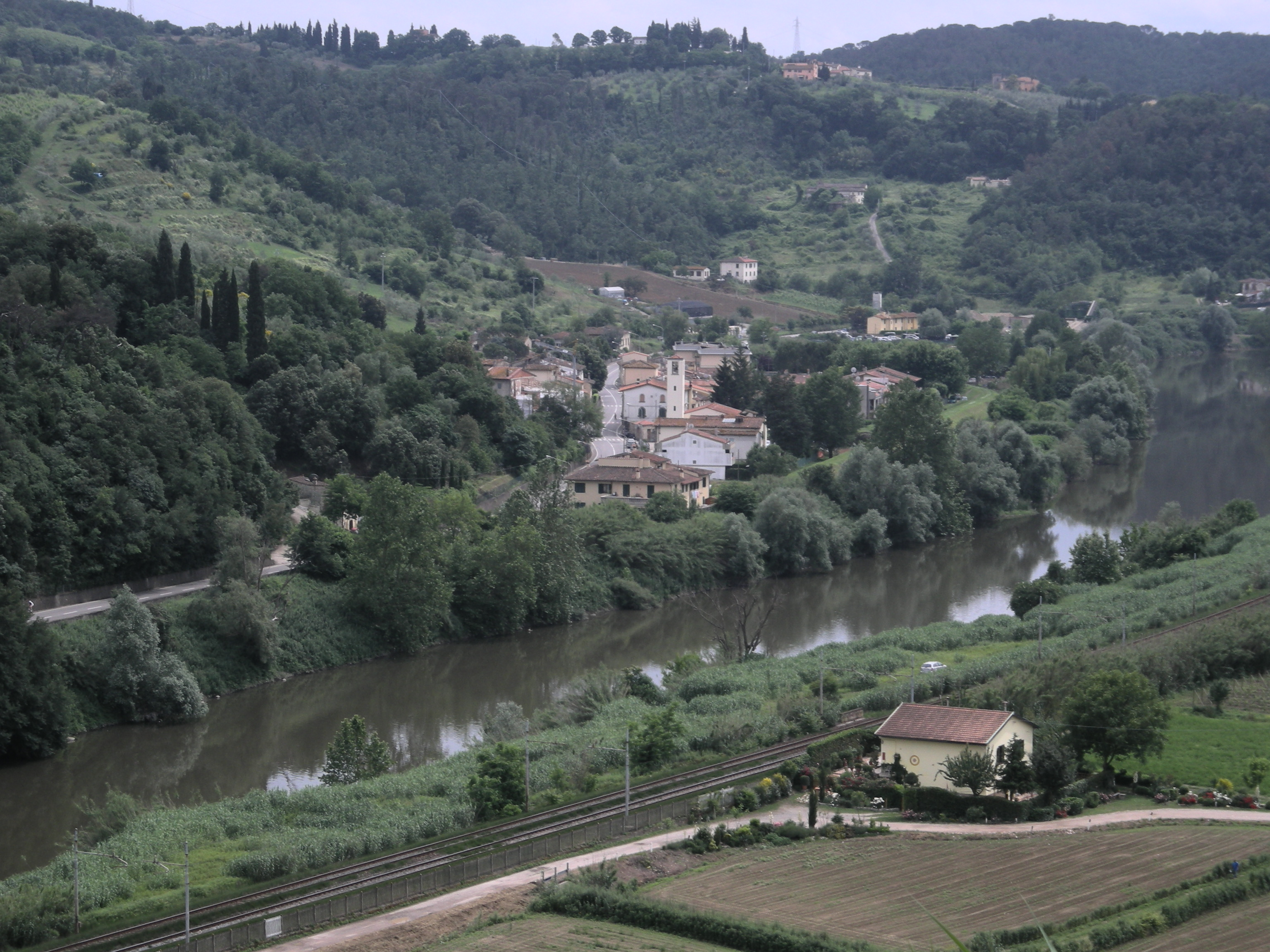
L'Arno a Brucianesi

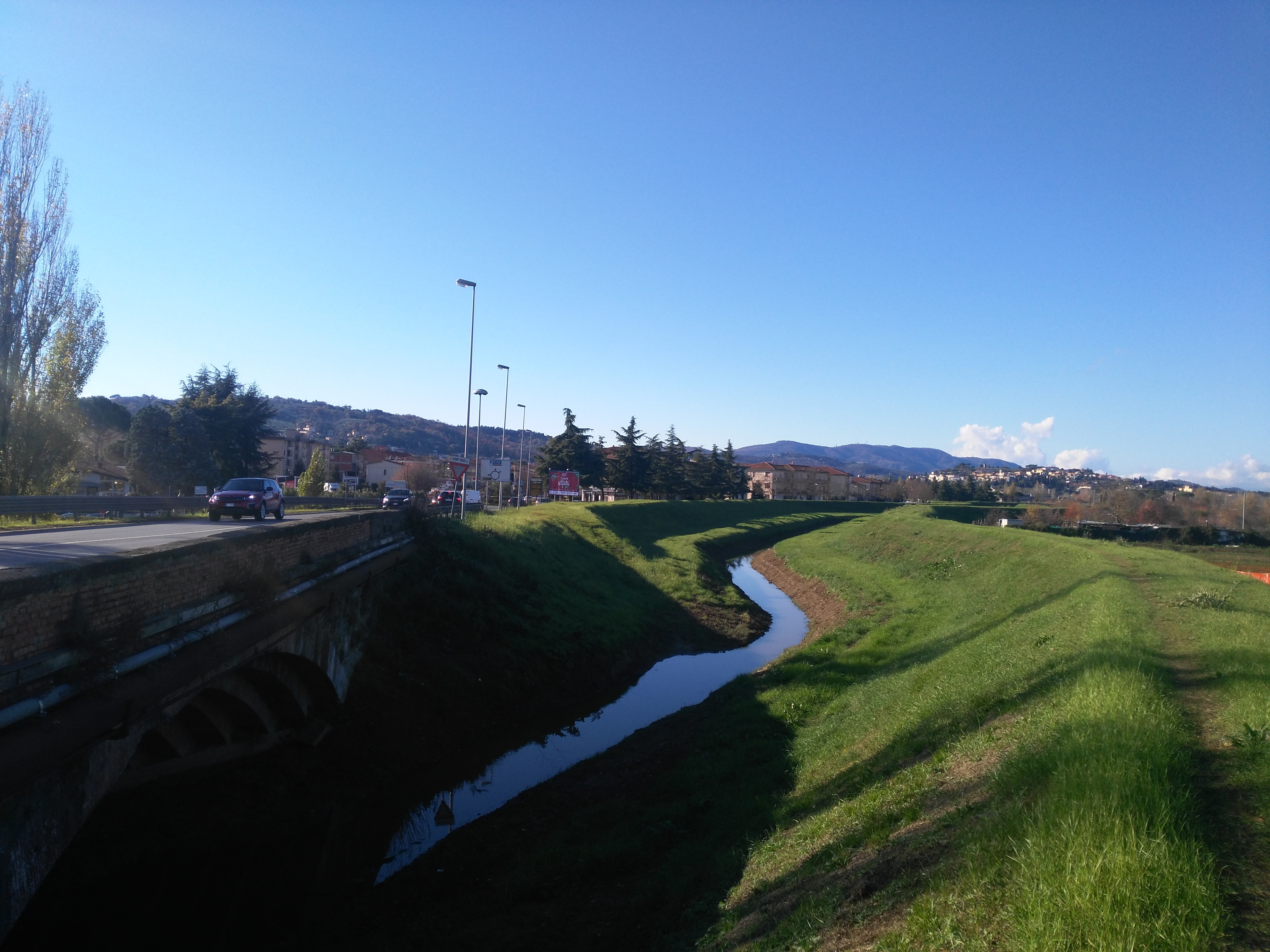
Il torrente Vingone a Lastra a Signa

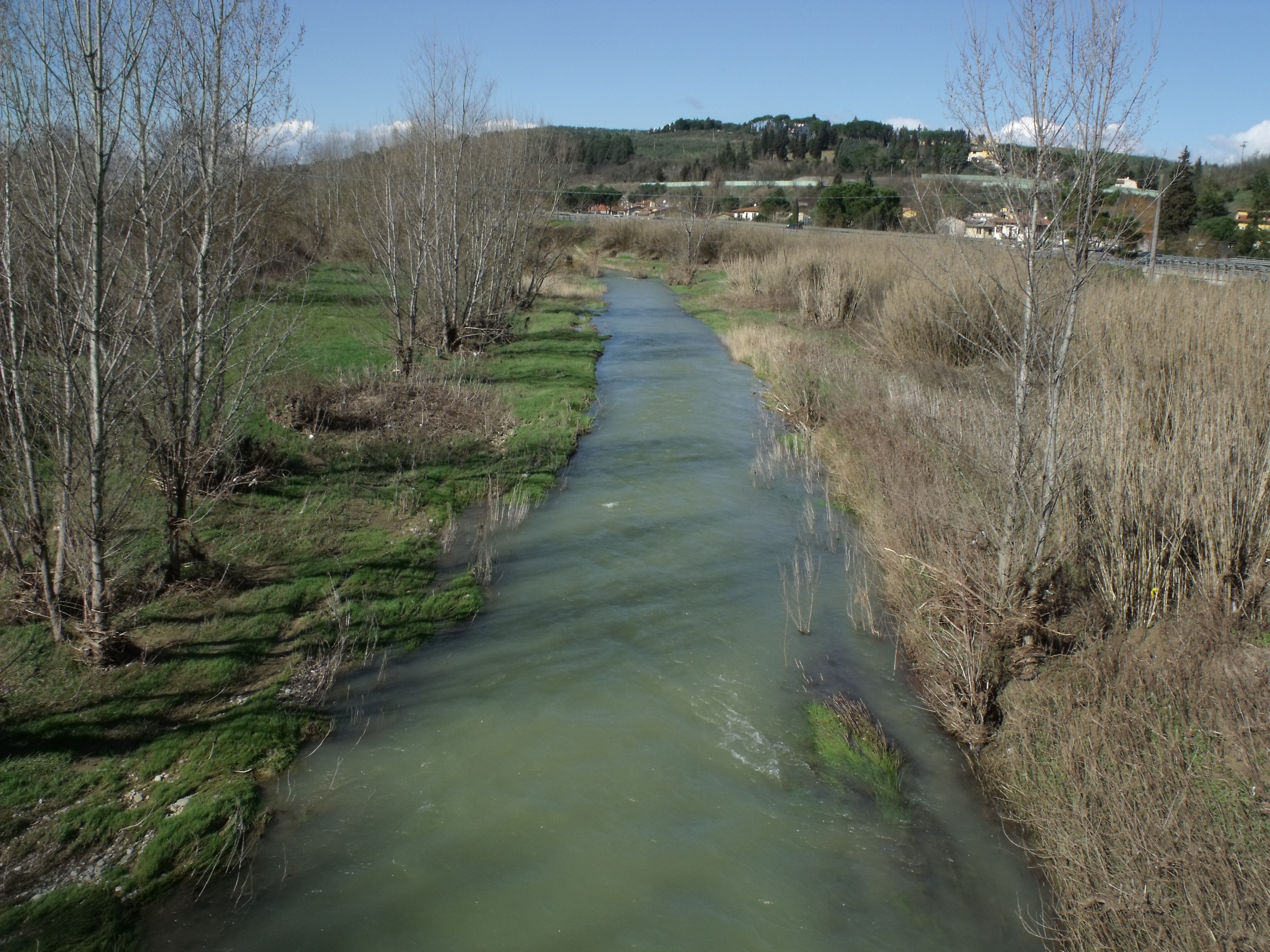
Il torrente Pesa a Ginestra Fiorentina

Il fiume principale sul territorio è l'Arno, i torrenti più importanti sono il Pesa e il Vingone.
Sono affluenti dell'Arno:
- Pesa, e i suoi affluenti:
  - Rio Rimicchiese
  - Rio della Tana e il suo affluente Rio di Gavignano
  - Rio del Lago e il suo affluente Rio di Gello
  - Borro del Grillaio
  - Borro Ritortolo
- Vingone, e i suoi affluenti:
  - Fosso Rigone
  - Borro della Guardiana e il suo affluente Borro dei Cerreti
- Rio Biancana e i suoi affluenti:
  - Rio della Bandita
  - Rio della Romanina
- Borro dei Conia
- Borro Fontepatri e colle Alberti
- Rio della Luna
- Rio di Macinaia
- Rio del Marchio
- Borro Pescaia
- Borro Ribaldone
- Borro Rimaggio
- Fosso Stagnolo
- Borro Valimorta
- Borro della Valle
- Borro di Traccoleria
- Canale Stagno
- Borro dell'Aiuto
- Falterona (o Della Diaccia)
- Rio di Novoli
- Rio del Prete

A Lastra a Signa sorgono anche altre piccole sorgenti e laghetti artificiali.
- Sorgenti d'acqua dolce:

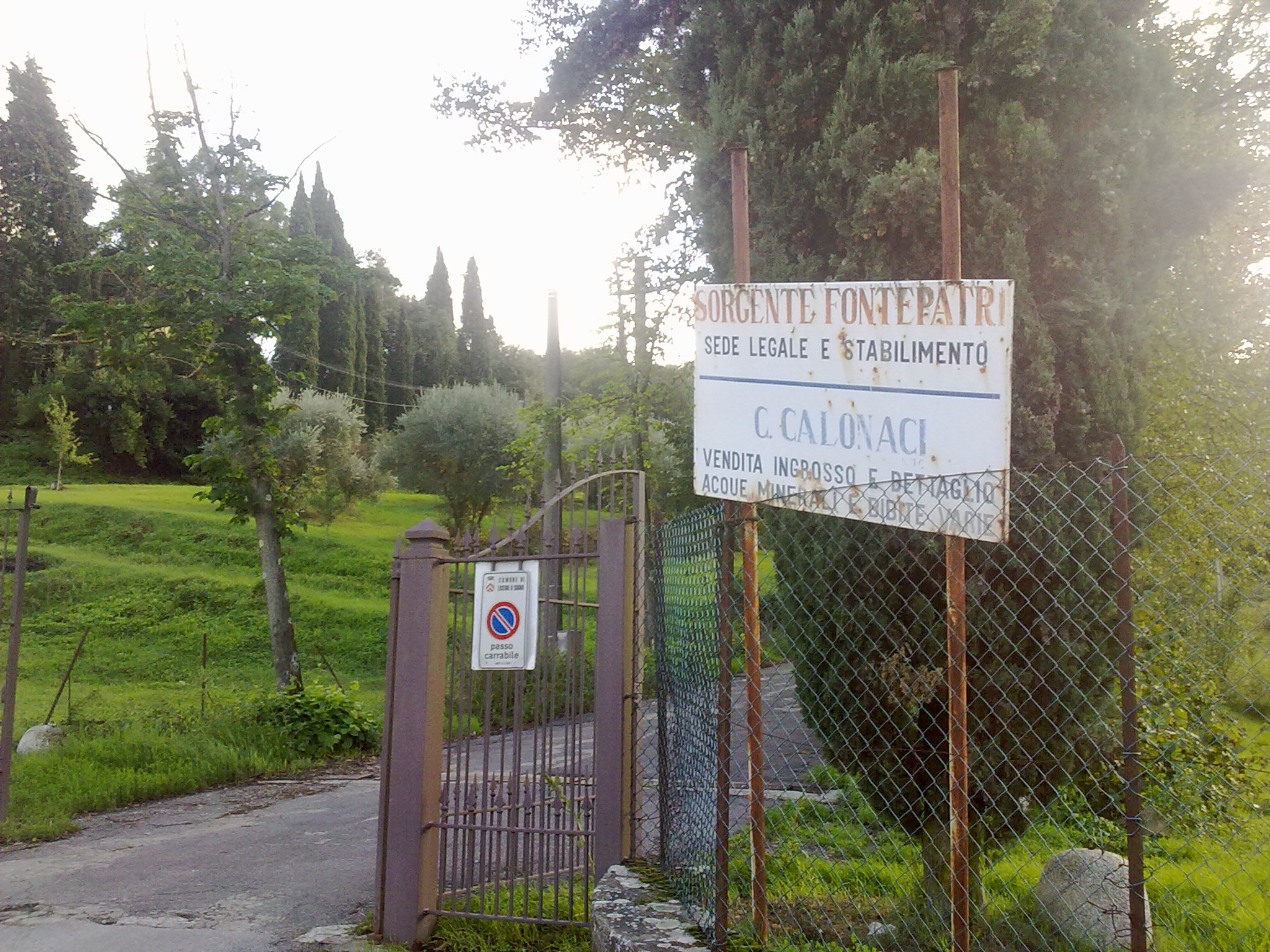
Entrata dello stabilimento della sorgente Fontepatri a Ponte a Signa

  - Ringuillo, a Ginestra Fiorentina;
  - Guerrina, a San Romolo;
  - Rimaggio, a Tirassegno, Ponte Torto e Sant'Antonio Tiro a segno;
  - Fonte di Maltempo, a Rio di Novoli, Mulino del Pelago;
  - Rio di Novoli, a Malmantile, nei pressi di Villa Serena
  - Fontepatri, a Ponte a Signa, già captata per l'industria dell'acqua minerale e ora chiusa, dato che la fonte è prosciugata a causa della costruzione di una galleria ferroviaria;
  - Naiale, scomparsa in seguito ai lavori di costruzione della strada di grande comunicazione Firenze-Pisa-Livorno.

- Laghetti artificiali:

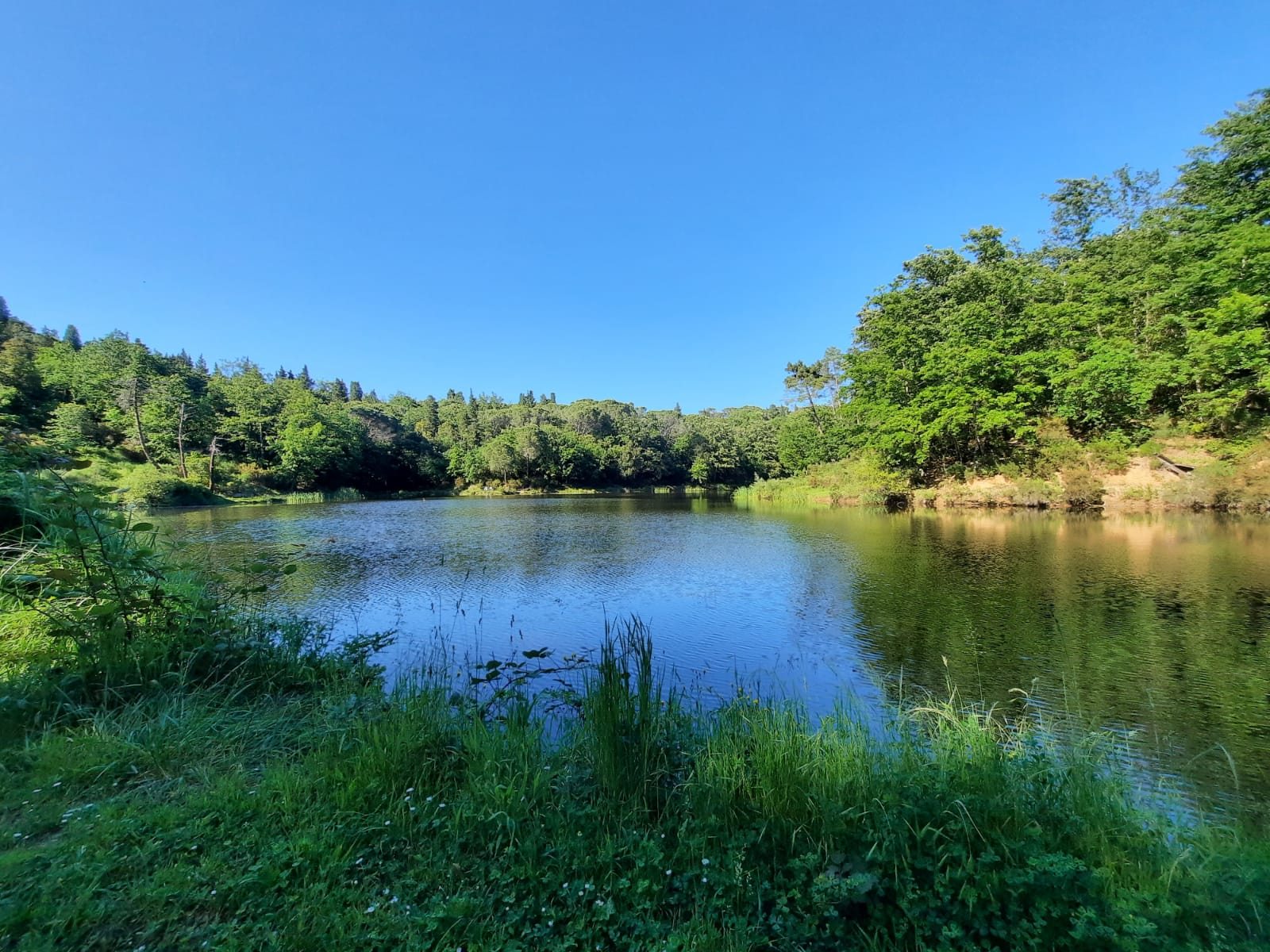
Il lago Pucci di Bellosguardo

  - lago di Bellosguardo, nei pressi della villa Caruso di Bellosguardo, detto anche "Pucci" o "di Lama";
  - lago del Moretti, poco distante dal precedente;
  - lago Cerreti Grande, dal nome del bosco in cui si trova;
  - lago Cerreti Piccolo, dal nome del bosco in cui si trova;
  - lago del Chiuso, fra la località di Naiale e la frazione di Inno;
  - lago dei Pianacci, nella zona omonima, presso case Colombaia;
  - lago di Sant'Ilario, fra via di Valle e Sant'Ilario;
  - lago di Ramerino, sotto la collina di San Romolo, presso la fattoria "Le Sorti";
  - lago di Cupoli, presso Villa le Brunette, nella zona omonima;
  - lago Poggio Allodole, lungo la strada di grande comunicazione Firenze-Pisa-Livorno;
  - lago Bleu, a Calcinaia;
  - lago del pecoraio, tra le frazioni di Marliano e Inno;
  - lago di San Vito, tra la località di San Vito e la frazione di Malmantile;
  - lago Gello di sopra, nell'omonima località nella frazione di Malmantile;
  - lago Gello di sotto, accanto al precedente;
  - lago Moretti, vicino a lago di Bellosguardo tra le frazioni di Ponte Torto e Brucianesi.

#### Orografia

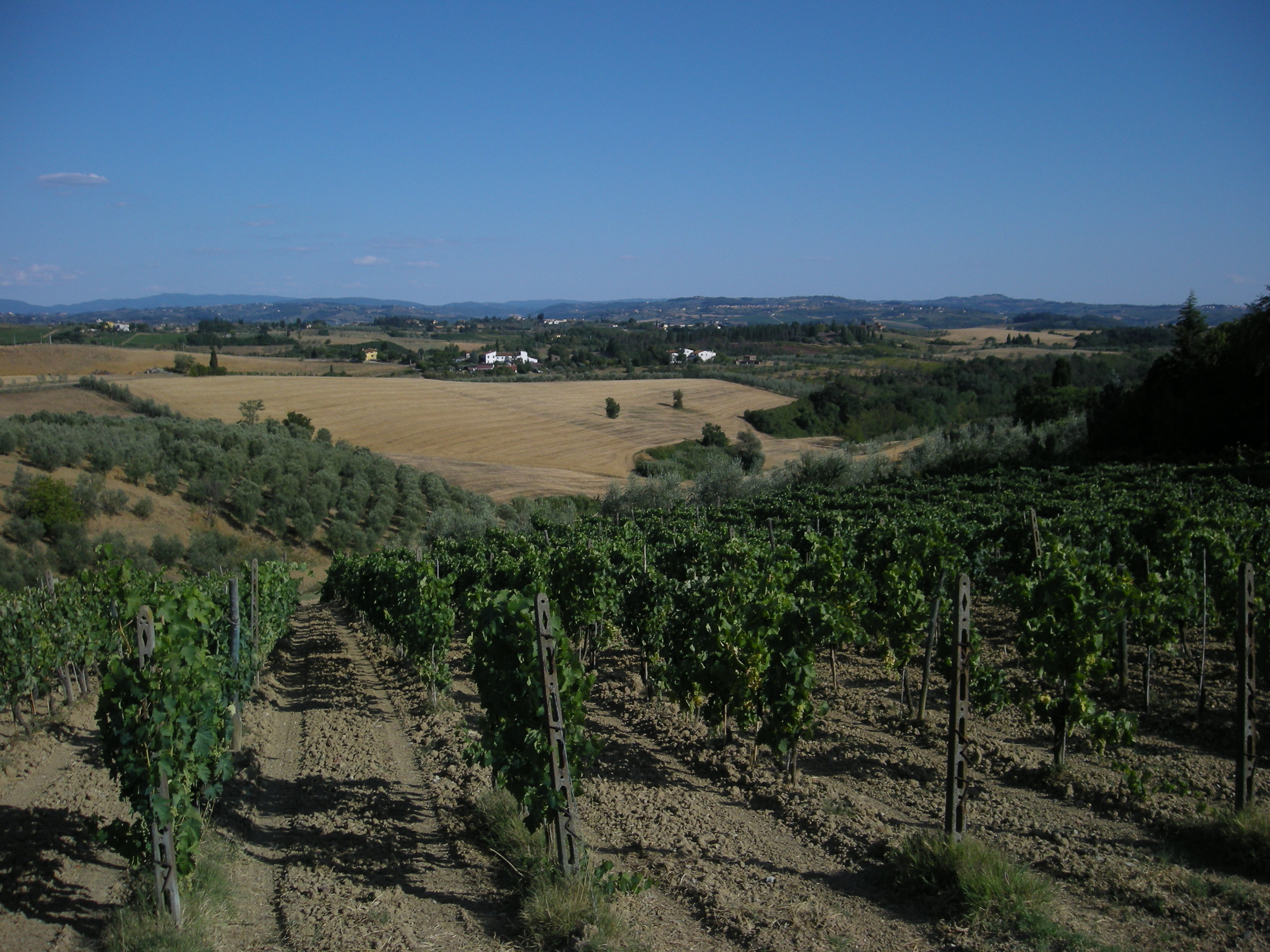
Vista collinare a Malmantile

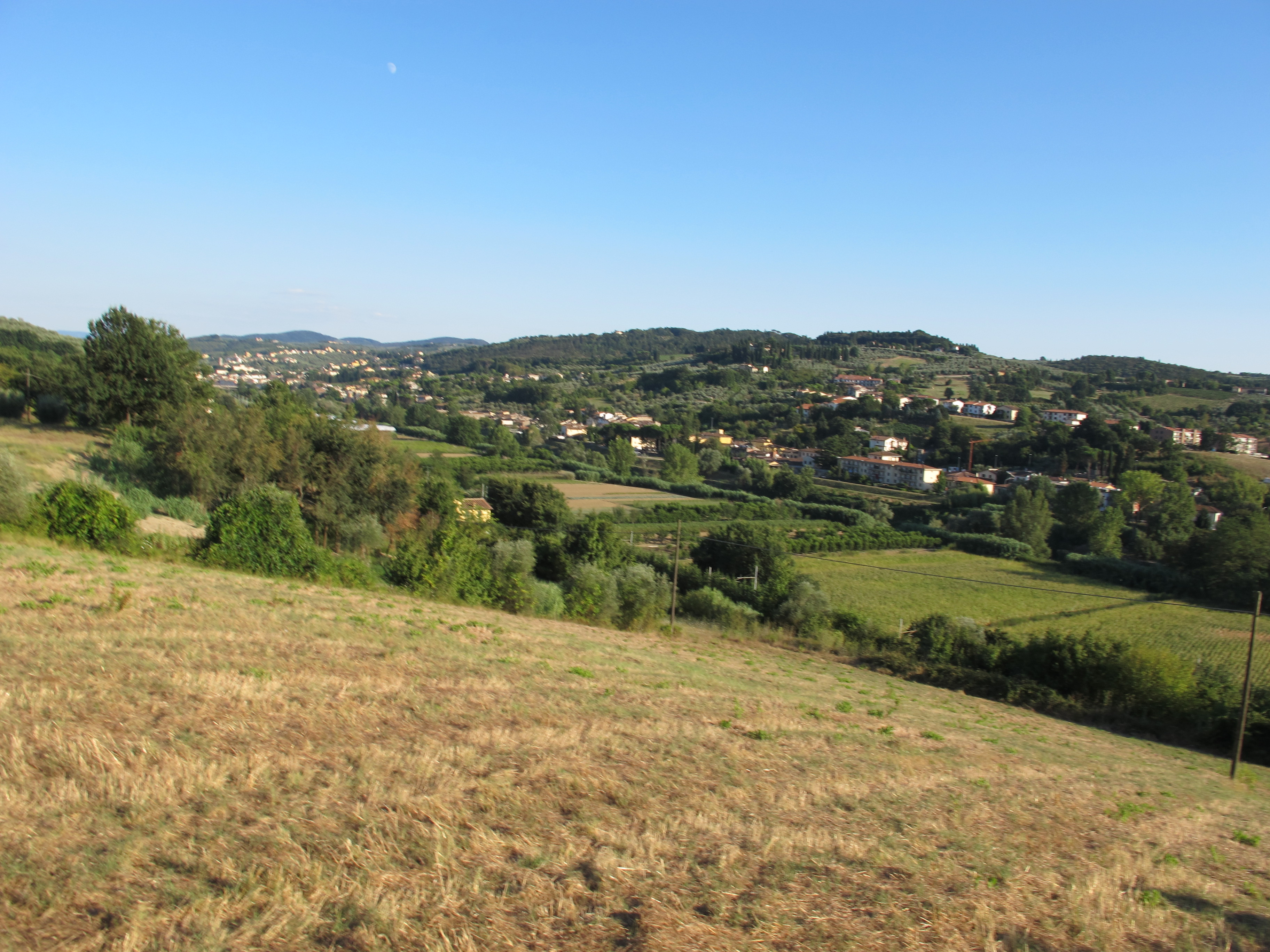
Colli lastrigiani

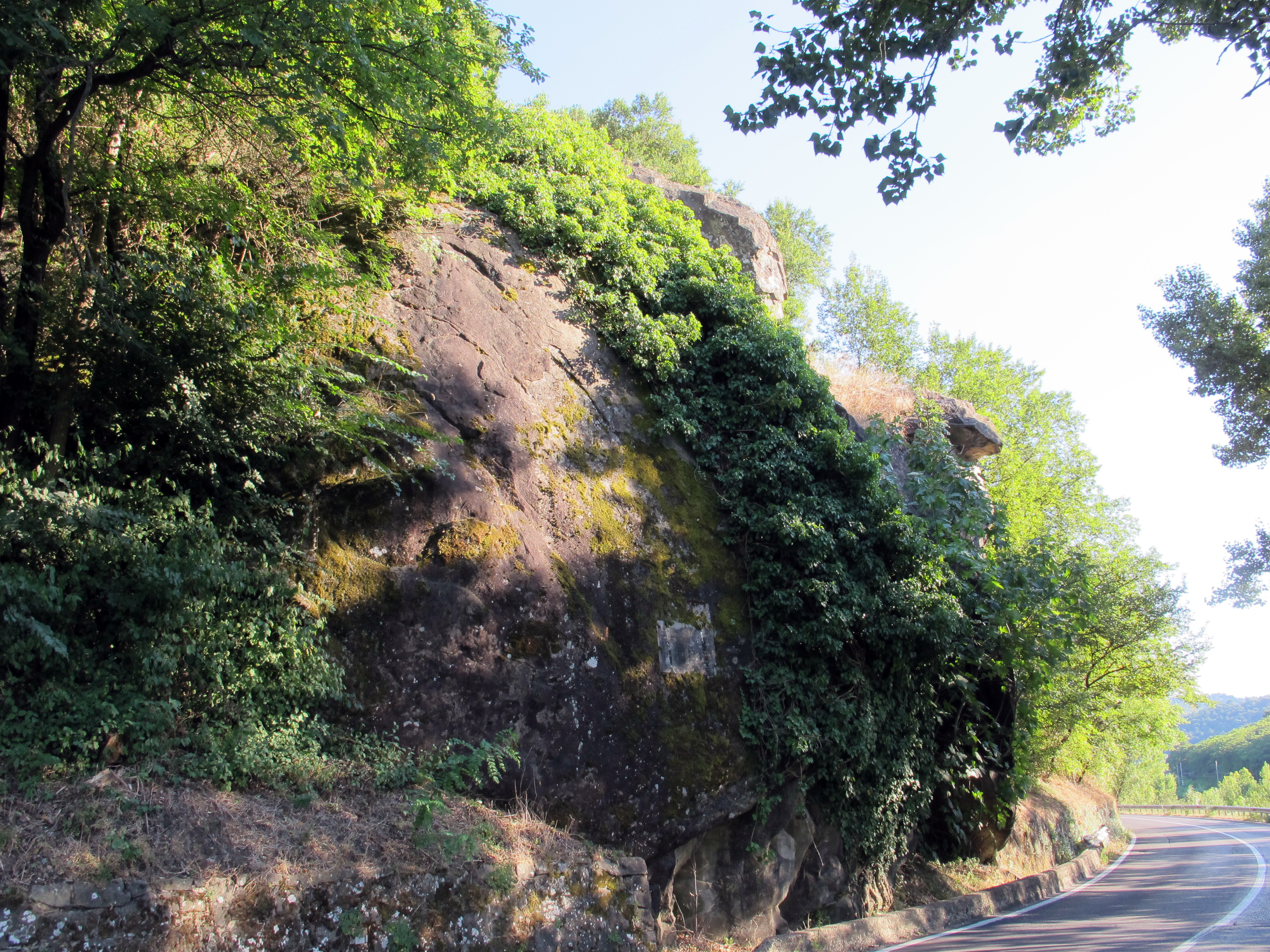
Il masso della Gonfolina

Il territorio lastrigiano comprende una parte della catena montuosa del Montalbano, la massima elevazione è il colle di San Romolo (286 m s.l.m.), mentre la parte più bassa sul territorio si trova nel centro storico di Lastra a Signa.

##### Colli, poggi, valli e massi
In varie delle seguenti colline elencate viene prodotto il vino Chianti nella sottozona dei Colli Fiorentini.
- Colle Alberti
- Colle San Romolo: il colle più alto di Lastra a Signa
- Colle Malmantile
- Poggio Vittorio
- Poggio di Gangalandi
- Poggio Mulettino
- Poggio al Prete
- Poggio Fantone
- Poggio al Mandorlo
- Poggio Malfatica
- Poggio Tondo
- Poggio Renaiolo
- Poggio Ramerino
- Poggio Tinaia
- Poggio Bartolone
- Poggio Ellera
- Poggio la Malva
- Poggio Gello
- Poggio le Piagge
- Poggio Fornaio
- Poggio Barca
- Poggio Querciola
- Poggio Codilungo
- Poggio Allodola
- Poggio Padella
- Poggio Balduccia
- Poggio Capanna
- Valle Pucci
- Valimorta (valle Morta): chiamata così perché probabilmente è la valle dove sono stati uccisi i soldati del castello di Monte Cascioli durante l'espansione fiorentina.
- Masso Mazzetta di Sopra

###### Il masso della Gonfolina
Il masso della Gonfolina è un rilievo composto principalmente da pietra arenaria del tipo serena. 
Ai suoi piedi è presente l'ultima cava artigianale di pietra serena sul territorio lastrigiano. 
Viene chiamato anche masso delle Fate a causa di una vecchia leggenda.

### Clima
Secondo la stazione meteorologica di Peretola, la più vicina a Lastra a Signa, il mese più freddo è gennaio con una temperatura media di +5,8 °C mentre quello più caldo è luglio con una media di +24,3 °C anche se sono state registrate forti escursioni termiche stagionali, comprese tra i +42,6 °C di massima del 26 luglio 1983 e i −13,2 °C di minima del 12 gennaio 1985.
Il clima, generalmente come le città dell'Italia centrale, è tipicamente mediterraneo con l'alternanza di estati calde e inverni relativamente miti. Le precipitazioni medie annue registrate in 92 giorni si attestano sui 900 mm anche se nella parte più bassa della città è presente generalmente una maggiore umidità, vista la presenza di laghi d'acqua dolce e dal corso dei vicini fiumi.
Di seguito vengono riportati i dati climatici delle medie mensili riferite agli ultimi 30 anni della stazione meteorologica di Peretola.
| Mese                           | Gen | Feb   | Mar   | Apr   | Mag   | Giu   | Lug   | Ago   | Set   | Ott   | Nov    | Dic   | Anno  |
| ------------------------------ | --- | ----- | ----- | ----- | ----- | ----- | ----- | ----- | ----- | ----- | ------ | ----- | ----- |
| Temperatura massima media (°C) | 10  | 12    | 15    | 19    | 23    | 27    | 31    | 31    | 27    | 21    | 15     | 10    | 20,1  |
| Temperatura minima media (°C)  | 1   | 3     | 5     | 8     | 11    | 15    | 17    | 17    | 14    | 10    | 6      | 2     | 9,2   |
| Piogge (mm)                    | 73  | 68,58 | 81,28 | 78,74 | 73,66 | 55,88 | 40,64 | 76,20 | 78,74 | 88,90 | 111,76 | 91,44 | 914,8 |

- Classificazione climatica: zona D, 1806 GG
- Diffusività atmosferica: bassa, Ibimet CNR 2002

## Storia

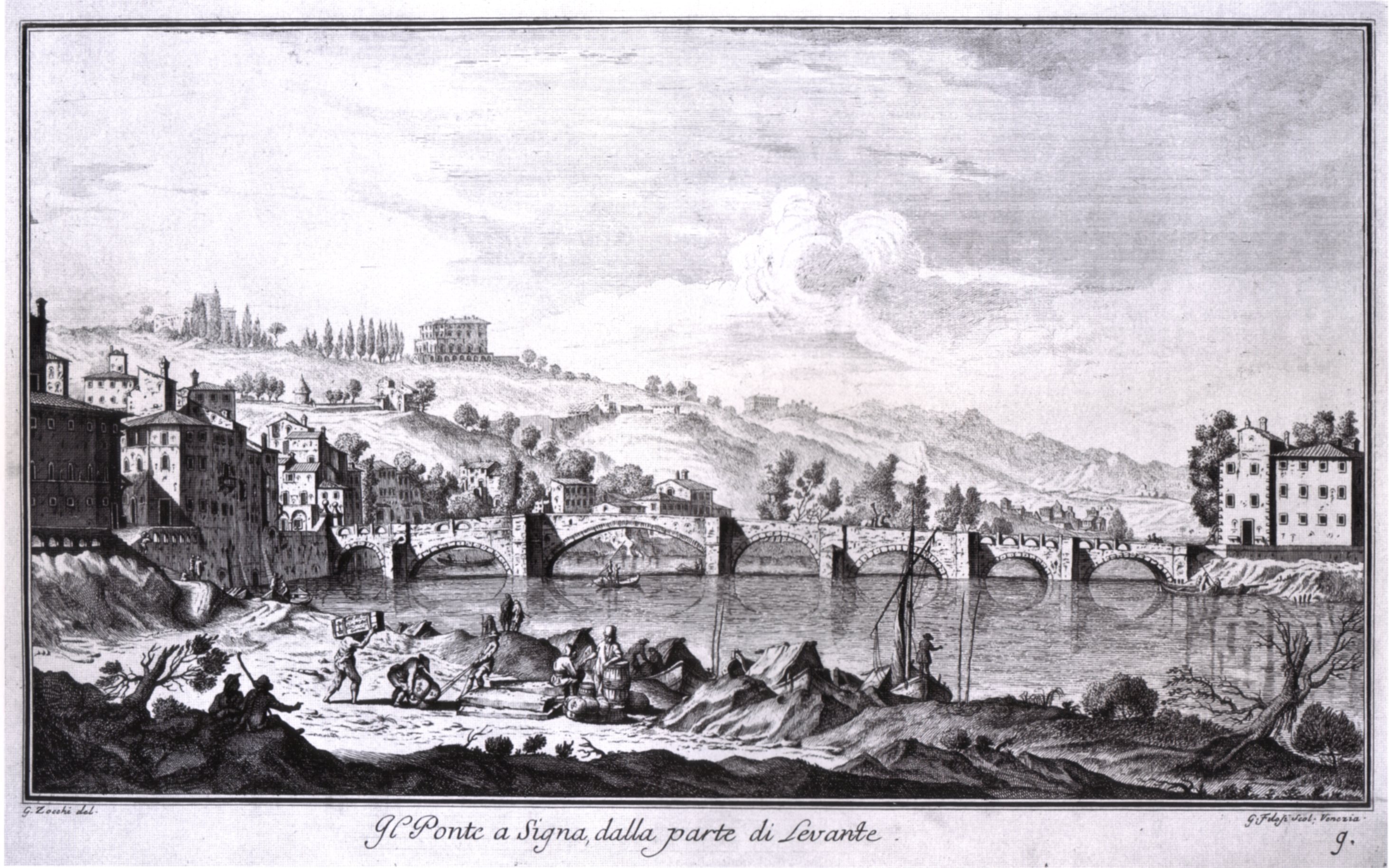
Il ponte di Signa in un'incisione del 1744 di Giuseppe Zocchi

### Età romana
Le prime testimonianze di insediamenti civici risalgono alla fine del I secolo a.C., quando i Romani provvederono alla centuriazione del territorio in seguito alla costruzione di una colonia militare.
Si hanno iscrizioni risalenti al 13 a.C. di una strada che tracciava un percorso simile all'odierna Strada statale 67 Tosco-Romagnola costeggiando l'Arno e incuneandosi nella stretta della Gonfolina in direzione del mare.

### Il Comune di Gangalandi e il dominio fiorentino
I conti Cadolingi di Fucecchio qui ebbero possedimenti, quando le prime comunità a sorgere sul territorio lastrigiano furono quelle di San Michele e di San Martino, presso il borgo detto di Gangalandi. Lo sviluppo del borgo avviene intorno alla chiesa di San Martino e ai piedi della chiesa San Michele Arcangelo a Castello. Da questa zona ha origine la famiglia dei Gangalandi il cui capostipite, un certo Sigismondo di Bonifacio legato alla nobiltà dei Cadolingi e imparentato con gli Adimari, altra famiglia fiorentina con possedimenti in zona, adottò tal cognome in quanto iniziatore della stirpe dei Conti di Gangalandi. Il nome con cui veniva chiamata questa zona compresa tra la Gonfolina e il Rimaggio era infatti Gangalandi, cioè Gangland, dal tedesco "terra o paese di passaggio". La prima citazione documentaria della chiesa di San Martino a Gangalandi risale al 1108: in essa il nobile Bernardo Adimari, donava al proposto di San Martino un terreno le cui entrate consentivano il mantenimento della chiesa, già sede di un collegio di canonici. Ciò fa supporre che la chiesa sia più antica e risalga ai secoli precedenti, forse a epoca carolingia, come testimoniano l'intitolazione a san Martino di Tours, e il patronato della famiglia Adimari, di origine franca.
L'insediamento fortificato del capoluogo è invece anteriore all'XI secolo, quando faceva anch'esso parte dei feudi dei Cadolingi: sorto probabilmente da una stazione di sosta per i viaggiatori che percorrevano via Pisana. Fonti identificano nell'antico Castello della Lastra il Castello di Gangalandi; altri documenti invece collocano quest'ultimo sul poggio di Gangalandi ove sorge l'attuale pieve, differenziandolo dalla vecchia fortificazione del capoluogo antecedente alle Mura di Lastra a Signa, che solo più tardi verranno innalzate.
Presto il borgo entrò nelle mire espansionistiche di Firenze, grazie anche alla felice posizione sulla Valdarno. La zona era dotata di tre fortificazioni: il castello di Monte Orlando, il castello di Monte Cascioli e il più potente fortilizio nel centro cittadino. Nel 1107 i fiorentini prendono Monte Orlando appartenente alla famiglia pisana Orlandi prima e ai Gangalandi poi, ed è attestata nel 1108 la donazione di alcuni possedimenti degli Adimari a Firenze. Successivamente nel 1119 anche Monte Cascioli cadde e sicuramente stesso percorso subì in breve tempo il castello di Lastra in quanto già nel 1365 le mura cittadine vennero messe d'assedio dai pisani nella guerra contro Firenze.
Gangalandi è documentato come comune nel 1260, quando i ghibellini sconfissero i guelfi nella battaglia di Montaperti.
Il toponimo del capoluogo deve il suo nome alle cave di pietra serena, da cui si ricavavano le "lastre", e dalla vicinanza con Signa, anche se fino al XIII secolo era nota come Lastra a Gangalandi, dal nome della famiglia feudale della zona, la quale dominava oltre che su San Martino anche sul castello di Lastra.
L'importanza strategica era anche collegata alla navigabilità dell'Arno fino all'affluente Bisenzio. Erano presenti infatti diversi porti e scali fluviali a scopi commerciali nel territorio che conferivano di fatto alla città il titolo di porto di Firenze. I tre principali erano: il Porto di Sopra a Brucianesi, il più grande e più importante Porto di Mezzo nell'omonima frazione alla Mezzana a Signa, e il Porto di Sotto in corrispondenza di Ponte a Signa.
La città è sede, al momento della costruzione, dell'unico ponte che permetteva l'attraversamento pedonale sull'Arno tra Firenze e Pisa. Nelle Memorie di Pescia si narra di un ponte fatto costruire nel 1120 completamente di legno. Nel 1278 crollò, e interrotta la comunicazione fra la riva destra e quella sinistra, permise alla pieve di San Martino a Gangalandi di ottenere il fonte battesimale dall'arcidiocesi di Firenze, che fino a quell'anno non era stato concesso dato che era presente nella vicina pieve di San Giovanni Battista a Signa. Il documento della costruzione di un ponte di pietra sull'Arno arriva nel 1287, dove sullo stemma di Signa viene raffigurato un ponte a sette archi.
La pieve di San Martino veniva soprannominata dal popolo di Gangalandi "San Martinone". Nonostante fino al primo Novecento quella che al tempo era la chiesa di San Martino fosse giurisdizionalmente suffraganea della vicina pieve di San Giovanni Battista a Signa, la posizione di San Martino sulla strada principale verso Pisa, che di fatto tagliava fuori Signa, le permise di essere il punto di riferimento religioso per i popoli di questa zona dell'Oltrarno. Ottenne infatti un'importanza pari alla pieve di Signa dal punto di vista religioso, anche se sulla carta restava comunque sottoposta, se non superando la pieve stessa per quanto riguarda la ricchezza della parrocchia per le decime raccolte e i commerci del suo popolo. Nacque così una forte rivalità tra il pieviere di Signa e il sacerdote di San Martino. Nei secoli tali attriti non furono placati, con San Martino che reclamava anch'essa, facendo leva sulla propria grandezza, il titolo di pieve, così da potersi svincolare definitivamente dai clericali signesi. Si arrivò addirittura più volte al punto tale che il pievano di San Giovanni minacciasse la scomunica tramite carte e cause legali del parroco di Gangalandi, e intorno al 1210 addirittura accadde che il priore di San Martino si ritrovasse scomunicato sul serio.
Nel 1278 fu l'episodio del crollo del Ponte sull'Arno a essere il pretesto, in quanto interrotta la comunicazione fra la riva destra e quella sinistra del fiume, per ottenere nella chiesa di San Martino il fonte battesimale dall'arcidiocesi di Firenze, che fino a quell'anno non era stato concesso perché presente nella vicina pieve di Signa. Nonostante il fonte battesimale, prerogativa ed elemento caratteristico in teoria solo delle pievi, che faceva di San Martino la chiesa battesimale di quella riva dell'Arno, alla prioria di San Martino fu riconosciuto solo il ruolo di propositura nel 1745, e non di pieve prima del 1926. Nasce proprio da questi motivi campanilistici l'astio e la rivalità tra signesi e lastrigiani: in particolare tra signesi e pontigiani, che nei secoli scorsi venivano chiamati gangalandini.
Nel 1322 per statuto del Capitano del Popolo di Firenze viene costituita la Lega di Gangalandi presso la casa torre collegata alla canonica della pieve di San Martino. Ne facevano parte i popoli dei tre pievieri di Sant'Ippolito, di San Giuliano a Settimo e di San Giovanni Battista a Signa.
Durante la guerra contro Firenze Castruccio Castracani, dopo aver occupato il castello di Signa nel 1325 e temendo che i fiorentini riuscissero ad attaccarlo, a febbraio del 1326 decise di abbandonare Signa, facendo distruggere le corti e il ponte; venne poi ricostruito un anno dopo. Giovanni Villani nella sua Nova Cronica (Lib. IX. Cap. 335) racconta che il Signore di Lucca, ebbe l'idea, mai realizzata, di chiudere con una specie di diga rudimentale la strettoia dell'Arno presso il masso della Gonfolina per allagare e distruggere l'avversaria Firenze. Un'epigrafe moderna sul masso ricorda una citazione di Leonardo da Vinci, che spesso doveva trovarsi a passare da qui nei suoi spostamenti tra Vinci e Firenze, riportante la sua opinione sulla tradizione lacustre dei luoghi: "La Gonfolina, Sasso per antico unito co' Monte Albano in forma d'altissimo argine il quale tenea ingorgato tal fiume in modo che prima che versassi nel mare era dopo a' piedi di tal Sasso, componea due grandi laghi de' quali el primo è là dove oggi si vede finire la città di Firenze insieme con Prato e Pistoia". Spesso il maestro nei suoi studi sui moti dell'acqua si fermava nei pressi della Gonfolina per osservare l'altra sponda del fiume, dove l'acqua formava particolari movimenti e ghirigori all'immettersi dell'Ombone nell'Arno.
Come già detto nel 1365 i pisani espugnarono il vecchio castello di Lastra, cosa che si ripeté nel 1369.
Nel 1377 la cinta muraria venne rifatta con torri e merlatura e successivamente agli inizi del XV secolo il governo fiorentino decise di dotare di mura anche Malmantile, che dall'alto delle colline serviva a controllare oltre alla zona circostante del Valdarno anche la Val di Pesa.
Intorno al 1360 Filippo Pandolfini comprò una vecchia torre posta a guardia dell'antico ponte e la trasformò nella sua residenza nel contado.
Nel 1397 Gian Galeazzo Visconti porta alla massima espansione il Ducato di Milano arrivando a razziare Lastra e a minacciare direttamente Firenze, unica città italiana che in passato seppe tenergli testa sotto la guida del condottiero Giovanni Acuto.
Il figlio di Filippo, Agnolo Pandolfini, amico di Cosimo il Vecchio e fine letterato, ospitò presso torre Pandolfini tra i tanti anche: Leon Battista Alberti, Benedetto da Rovezzano, papa Eugenio IV, Renato D'Angiò e Francesco Sforza.
Leon Battista Alberti fu rettore di San Martino dal 1432 al 1472. A lui si devono le opere di ammodernamento al gusto rinascimentale della vecchia pieve romanica. Punto focale di massimo interesse della chiesa è l'abside, chiusa in alto da un arco a tutto sesto con decorazione a motivi di candelabro e con lesene in pietra serena sorreggenti un architrave che reca un'iscrizione a lettere capitali dorate, ornata alle due estremità dalle armi degli Alberti. L'abside, terminata dopo la morte del priore, tra il 1472 e il 1478, è l'unica opera della quale l'Alberti fu progettista e committente ed è ricordata "incepta et quasi perfecta" nel suo testamento.
Nel novembre del 1494 il re di Francia Carlo VIII sostò presso villa Pandolfini quando si apprestava a entrare a Firenze. La villa fu costruita di fronte alla torre alla fine del XV secolo (1485-1488), su progetto attribuito a Desiderio da Settignano su commissione di Battista di Pandolfo Pandolfini.
Nel 1529 la cittadina, sotto il comando di Francesco Ferrucci, oppose resistenza alle truppe imperiali dell'imperatore Carlo V d'Asburgo dirette all'assedio di Firenze, ma il 5 di dicembre venne presa e saccheggiata da truppe spagnole al comando del principe d'Orange.
Da Storie fiorentine dall'anno 1527 all'anno 1555 di Bernardo Segni:
(Bernardo Segni, Storie fiorentine)
Nei Ragionamenti Giorgio Vasari riporta di un dialogo all'apertura della Sala di Clemente VII, avvenuto tra lui e Cosimo I de' Medici:
Vasari: "Questo è il castello della Lastra vicino al ponte a Signa in la riva d’Arno, il quale, come sapete, fu preso da Oranges: v’era dentro tre insegne di fanteria, le quali non potevano aver soccorso così a un tratto di Firenze".
Cosimo: "Sapevo che Orange andò a questa espugnazione con quattrocento cavalli, e millecinquecento fanti, e quattro pezzi d’artiglieria".»
(Giorgio Vasari, Ragionamenti)
Come conseguenza dell'assedio di Firenze nel 1532 con Alessandro il Moro sorse ufficialmente il Ducato di Firenze. Nel 1538 con Cosimo I de' Medici si ha la comparsa in sede statutaria della Podesteria di Gangalandi e Lastra, i podestà medicei risiederanno nel palazzo del Podestà.

### La Comunità della Lastra sotto il Granducato di Toscana
Con la bolla emessa da papa Pio V il 27 agosto 1569 Cosimo I ottiene il titolo di Granduca di Toscana.
Nel 1585 per volere della famiglia Pucci ha inizio la costruzione di Villa Bellosguardo e nel 1595 viene fondata la Misericordia di Lastra a Signa.
Storica è la produzione dei cappelli di paglia di Firenze, che vede il suo avvio nel XVII secolo. Grande impulso al settore sarà fornito dall'esportazione dei prodotti attraverso il porto di Livorno che venne potenziato da investimenti medicei a discapito del porto pisano.
Con Gian Gastone de' Medici si estingue la dinastia che per secoli ha regnato su Firenze e la Toscana. Il Granducato di Toscana passa agli Asburgo-Lorena di Toscana.
In seguito alle riforme del granduca Pietro Leopoldo di Toscana, che avviò un progetto costituzionale per fondare i poteri del sovrano secondo un rapporto contrattualistico e riformare l'amministrazione degli enti locali, venne soppressa la podesteria. Nel 1774 si ha l'unione della Lega di Gangalandi e del Comune di Gangalandi nella Comunità della Lastra, chiamata anche Lastra a Gangalandi. Successivamente nel 1821 si ha per la prima volta la comparsa del toponimo Lastra a Signa. Con il nuovo ordinamento secondo il principio che "conforme al buon ordine e alle regole di giustizia che gli affari economici sieno diretti ed amministrati da quelli che vi hanno il principale interesse" si insediarono dei consigli comunali i cui membri venivano estratti tra i cittadini di qualsiasi genere che avessero un patrimonio, e di conseguenza pagassero tasse di una certa entità.
Nel settore agricolo le politiche dei Lorena danno nuovo impulso alla mezzadria. Podere, famiglia colonica, casa rurale e proprietà costituivano una struttura armonica e indivisibile con obblighi, diritti e doveri per le parti contraenti, che con la cura diretta del territorio hanno modellato quello che ora è il caratteristico paesaggio toscano.
Con la costruzione della ferrovia Leopolda negli anni 1840 perde invece importanza il trasporto fluviale, che comunque rimarrà attivo ancora per molti anni.
Nel 1848 Lastra diviene sede di una pretura del Tribunale di Firenze, la quale prende sede nel vecchio palazzo del Podestà che da quel giorno venne iniziato a chiamare anche palazzo Pretorio.

### Eventi successivi all'Unità d'Italia

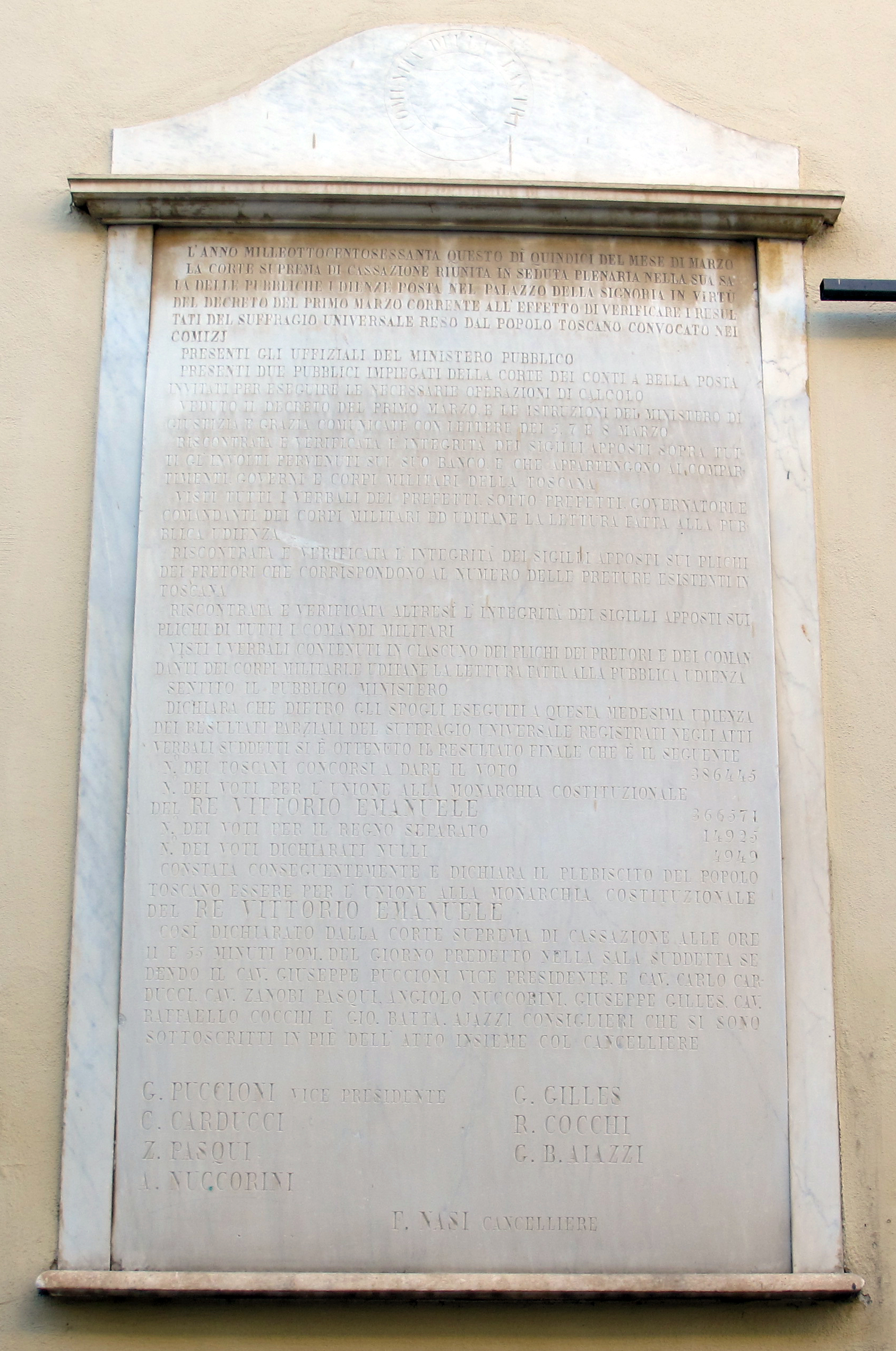
Targa ricordante il plebiscito del 1860

Il 27 aprile 1859, verso le quattro, rifiutandosi di dare il proprio assenso alla guerra contro l'Austria e di fronte all'aperto rifiuto dell'esercito di obbedire al proprio sovrano, il granduca Leopoldo II di Toscana, per evitare guai peggiori a sé stesso e al suo Stato, partì in carrozza da Palazzo Pitti, uscendo per la porta di Boboli, verso la strada di Bologna. La pacifica rassegnazione al corso della storia (il granduca non pensò mai a una soluzione di forza) e le modalità del commiato, con pochi effetti personali caricati in poche carrozze e con attestazioni di simpatia al personale di corte, fecero sì che Leopoldo ricevesse l'antica stima da parte dei suoi ormai ex sudditi: la famiglia granducale fu salutata dai fiorentini, levantisi il cappello al passaggio, con il grido "Addio, babbo Leopoldo!" e accompagnata con tutti i riguardi da una scorta fino alle Filigare, ormai ex dogana con lo Stato Pontificio. Alle sei pomeridiane di quello stesso giorno, il Municipio di Firenze costatò l'assenza di qualsivoglia disposizione lasciata dal sovrano e nominò un governo provvisorio.
L'8 dicembre vennero formate le Province Unite del Centro Italia e in seguito al plebiscito dell'11 e 12 marzo 1860 che decretò a larghissima maggioranza l'annessione della Toscana al Regno di Sardegna si sancì la formazione del Regno d'Italia. L'unificazione non fu attuata di colpo, si preferì mantenere alla Toscana un'ampia autonomia amministrativa che durò fino al 14 febbraio 1861, quattro giorni prima della prima convocazione del parlamento del neonato Regno d'Italia.
In questo periodo si ha un nuovo impulso nella produzione dei cappelli di paglia di Firenze, dovuto al sorgere delle prime fabbriche grazie alle nuove dotazioni tecnologiche industriali.
Nel 1866 si completò la realizzazione su progetto di Angiolo Cappiardi del palazzo Comunale di Lastra a Signa dove venne spostata la sede del comune.
Nel 1881 venne inaugurata la Tranvia Firenze-Lastra a Signa, una linea tranviaria interurbana, a vapore prima ed elettrica in seguito, che collegava le città di Firenze e Lastra a Signa fino tra il 1881 e il 1921, la quale secondo alcuni progetti avrebbe dovuto raggiungere Signa. Dal 14 settembre 1895 la linea raggiunse Porto di Mezzo, raggiungendo la lunghezza di 14,059 km.
Nel 1906 villa Bellosguardo venne acquistata dal celebre tenore Enrico Caruso, pertanto si iniziò a indicarla anche come Villa Caruso; il tenore, rapito dalla bellezza e dalla pace che nella sua nuova residenza poteva trovare, la fece restaurare arricchendola con numerose opere d'arte e interventi strutturali secondo lo stile classico delle ville toscane, che le conferirono l'aspetto attuale.
Nel 1928, in pieno regime, venne completata la costruzione del palazzo dei Sindacati, nella frazione di Ponte a Signa, che divenne la sede dei sindacati fascisti della zona.
Nel corso dell'occupazione militare tedesca dell'Italia, durante la seconda guerra mondiale, andò distrutta porta Fiorentina nella parte nord-est delle mura di Lastra, mentre il portone di Baccio subì gravi danni causati dai bombardamenti Alleati, resi visibili dall'assenza del fronte interno del torrione della porta principale della città. Il 3 agosto 1944 il vecchio ponte sull'Arno venne minato e fatto saltare in aria insieme agli altri ponti di Firenze dai tedeschi in ritirata. Il Ponte Nuovo sull'Arno venne poi costruito più a monte, vicino alla vecchia collocazione della chiesa di Sant'Anna, andata anch'essa distrutta, per permettere il passaggio automobilistico nel 1948 a costruzione completata.
La più grande realtà industriale nel periodo post-bellico fu sicuramente l'Alfa Columbus nel settore automobilistico, a cui si aggiunge durante gli anni sessanta, settanta e ottanta l'Adica Pongo ditta produttrice tra gli altri di Pongo e DAS, che tuttavia cessa la sua attività all'inizio degli anni novanta.
Nei primi anni 2000 il comune è apparso agli onori della cronaca nazionale per il caso della mai realizzata bretella autostradale Lastra a Signa-Prato.
Con l'obiettivo di rendere usufruibili alla cittadinanza edifici storici come villa Caruso di Bellosguardo, il comune nel 1995 decide di acquistarla dalla famiglia Gucci, inaugurando nel 2012 il museo Enrico Caruso. Altri esempi sono la trasformazione del vecchio stabilimento Alfa Columbus nella sede dell'Azienda Sanitaria Locale de "Le Signe" e nell'inaugurazione del parco fluviale "Di là d'Arno" nel 2002. Nel 2020 lo Stadio Comunale di Lastra a Signa è stato intitolato a Fulvio Nesti ed Egisto Pandolfini, due storici calciatori lastrigiani, entrambi portacolori della nazionale azzurra.

### Simboli
Lo stemma e il gonfalone sono stati concessi con il decreto del presidente della Repubblica del 7 marzo 2005.

#### Stemma
Lo storico stemma comunale rappresenta due scaglioni rossi su campo argenteo. Gli scaglioni rappresentano le squadre dello scalpellino e lo stemma è sormontato da una corona dorata. Lo stemma attuale raffigura gli ornamenti tipici dei comuni italiani al posto della corona.
(D.P.R. del 7 marzo 2005)

#### Gonfalone
Il gonfalone è raffigurato con lo stemma su un drappo rosso e la scritta d'argento Comune di Lastra a Signa.
(D.P.R. del 7 marzo 2005)
Il gonfalone precedentemente era raffigurato con il vecchio stemma recante la corona ducale su un drappo rosso e la scritta d'oro Comune di Lastra a Signa, ora conservato nel Palazzo Comunale di Lastra a Signa.

## Monumenti e luoghi d'interesse

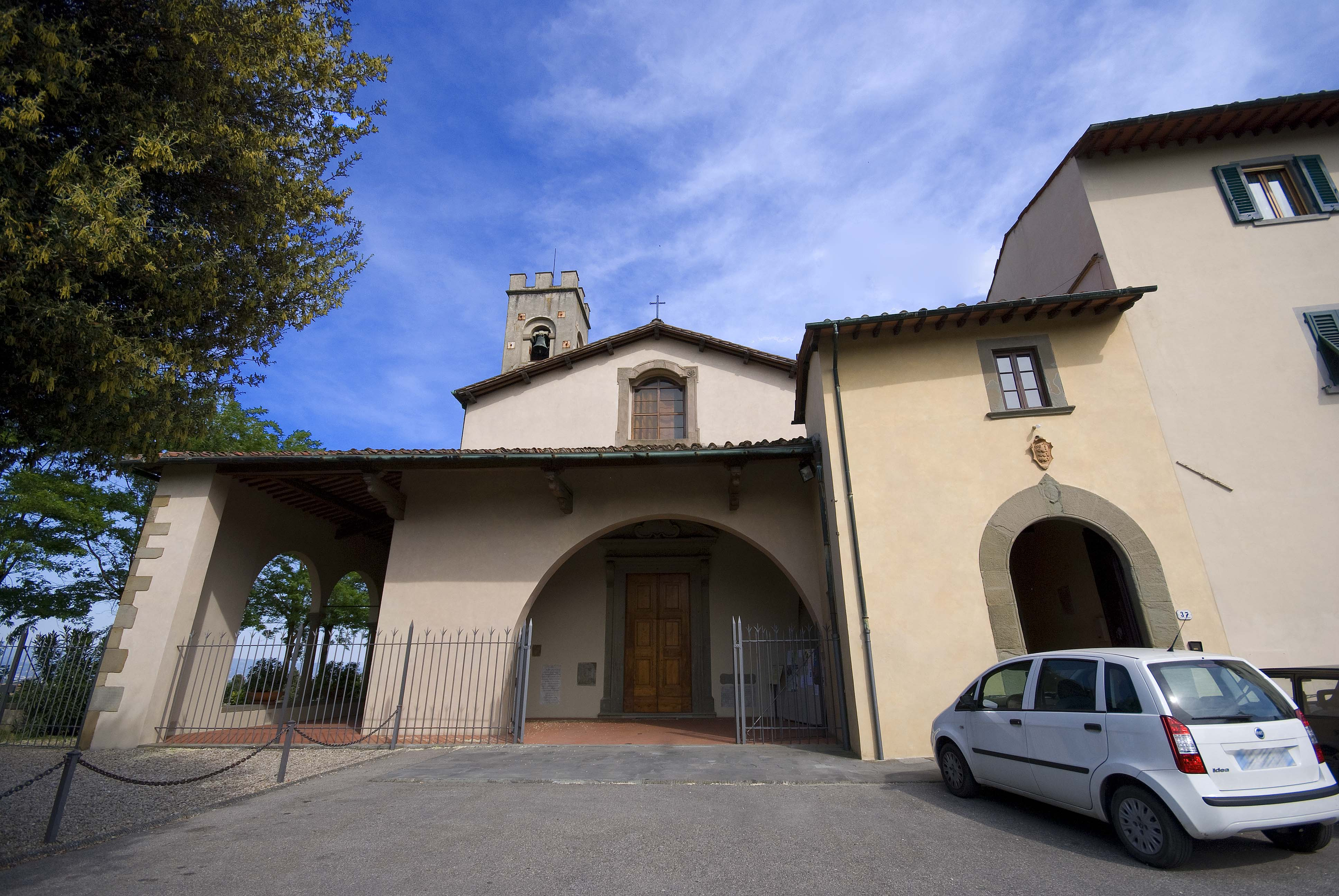
La Pieve di San Martino a Gangalandi

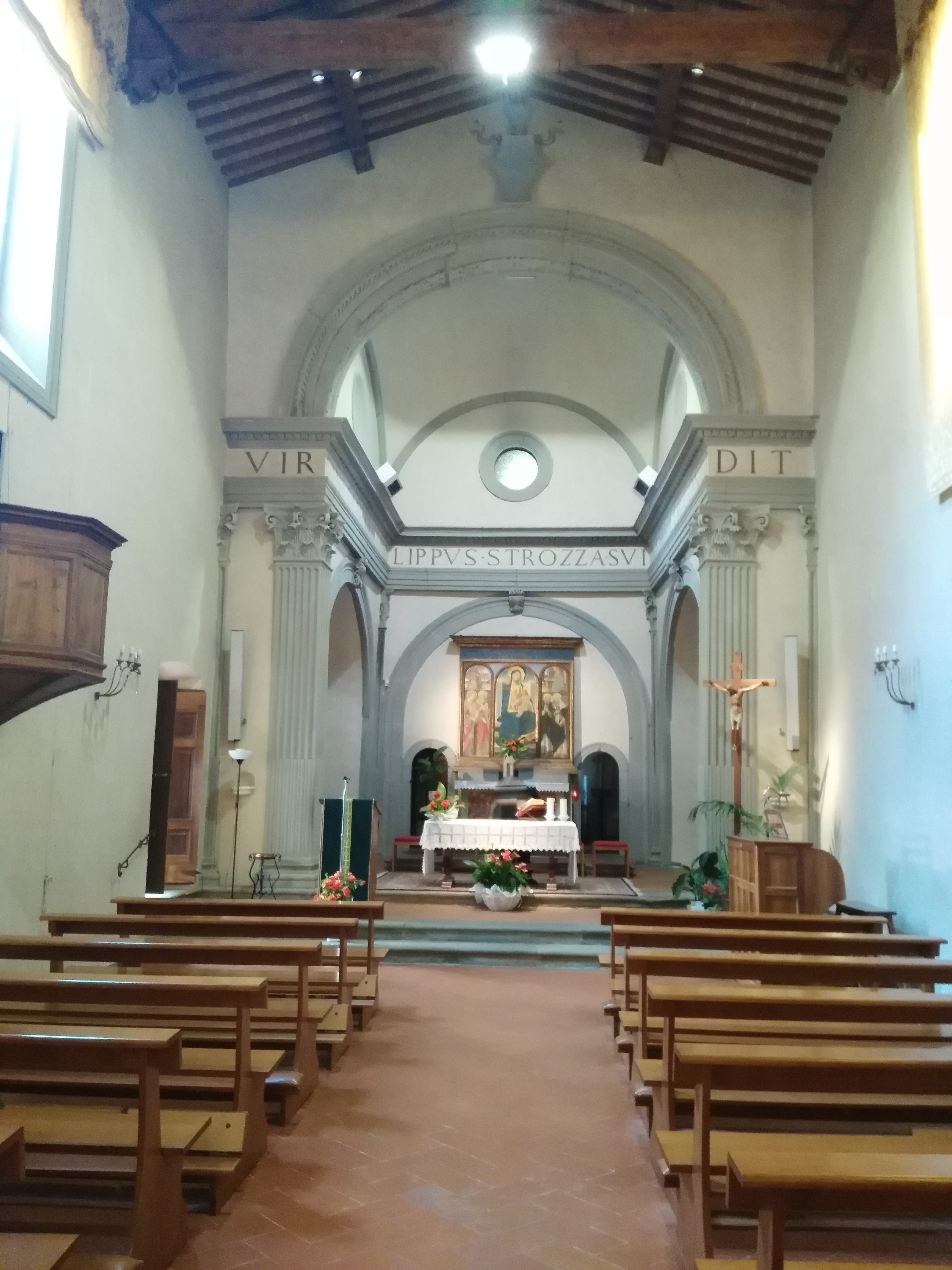
Interno della chiesa dell'eremo di Lecceto direzione abside

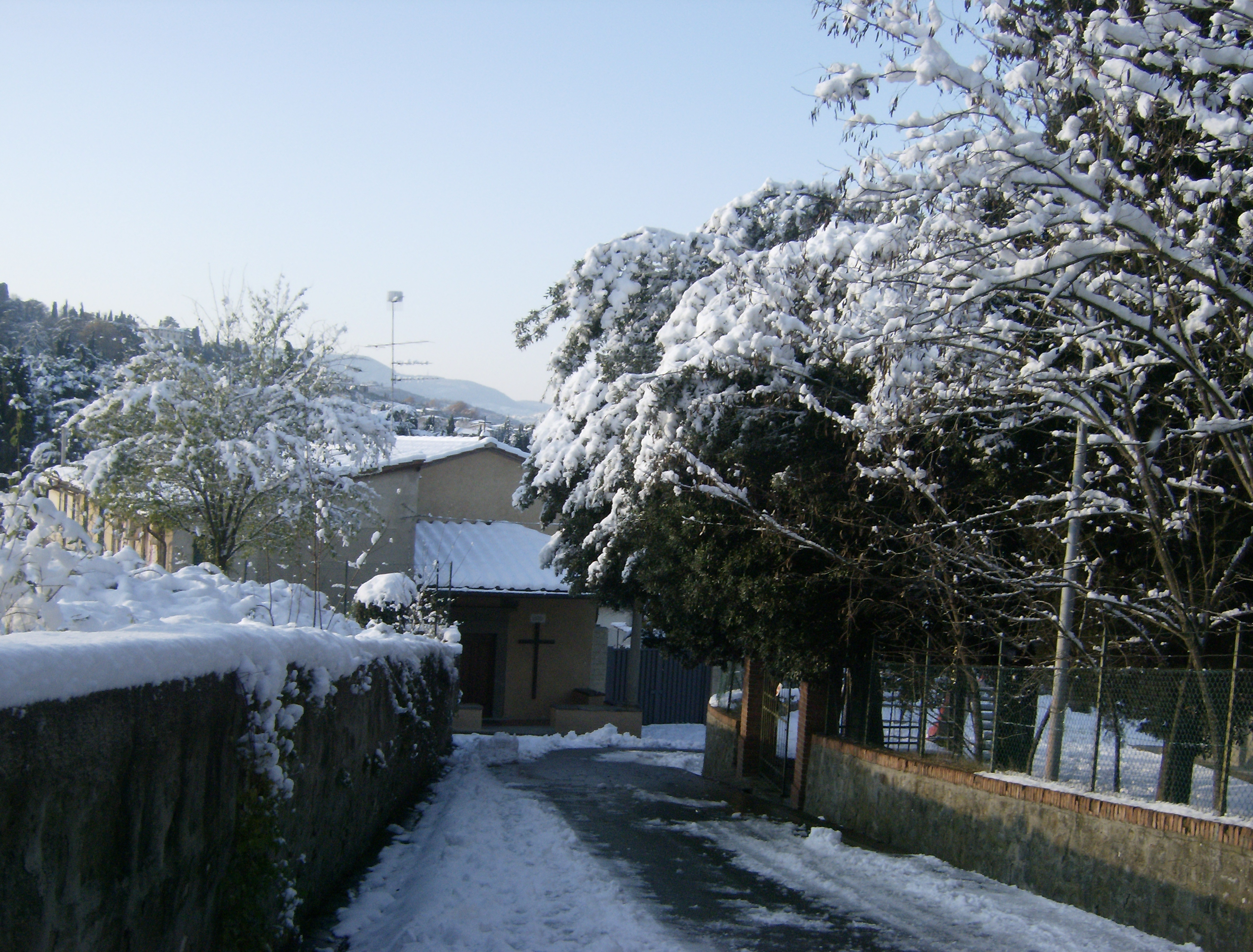
L'oratorio della Santissima Annunziata

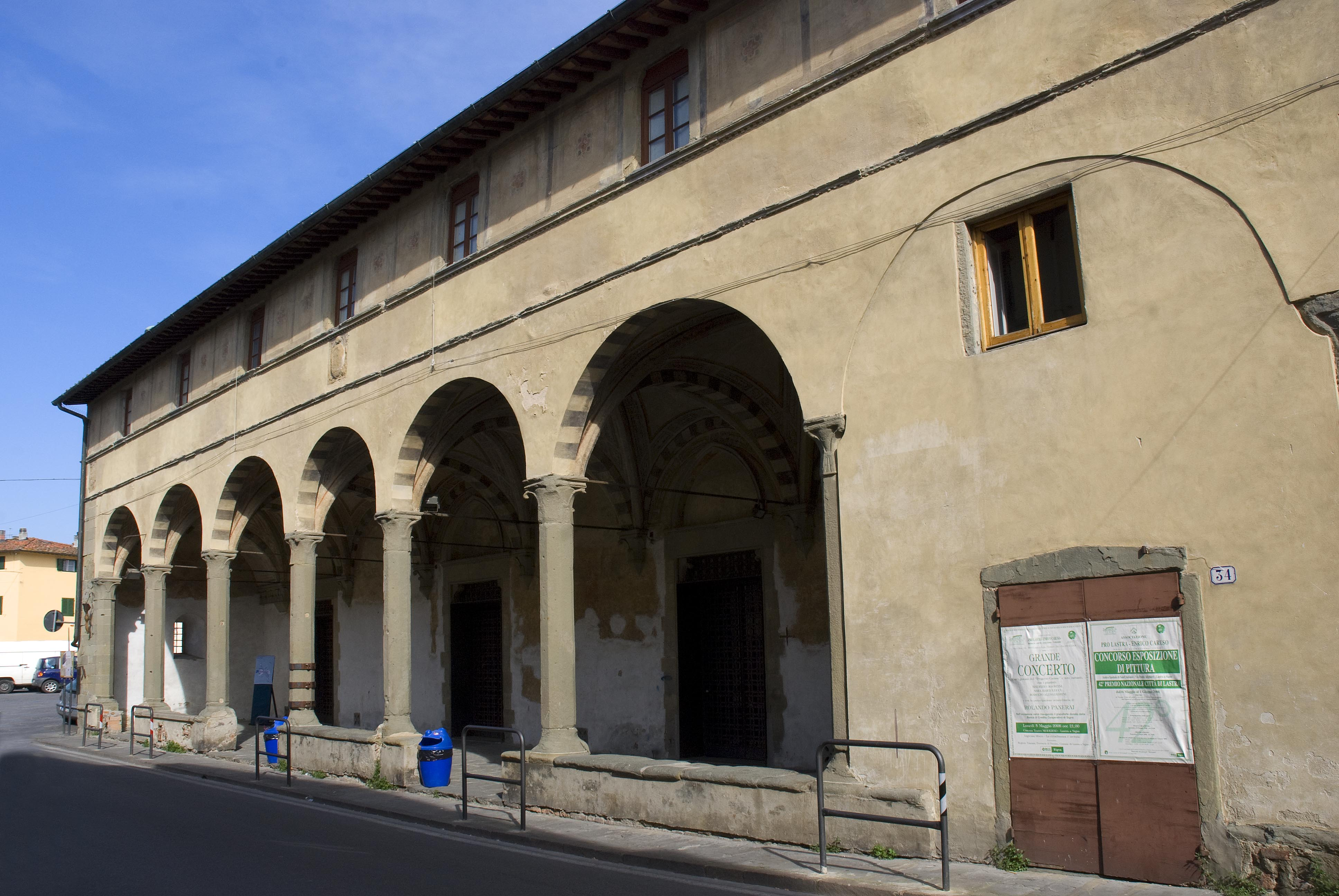
Lo spedale di Sant'Antonio

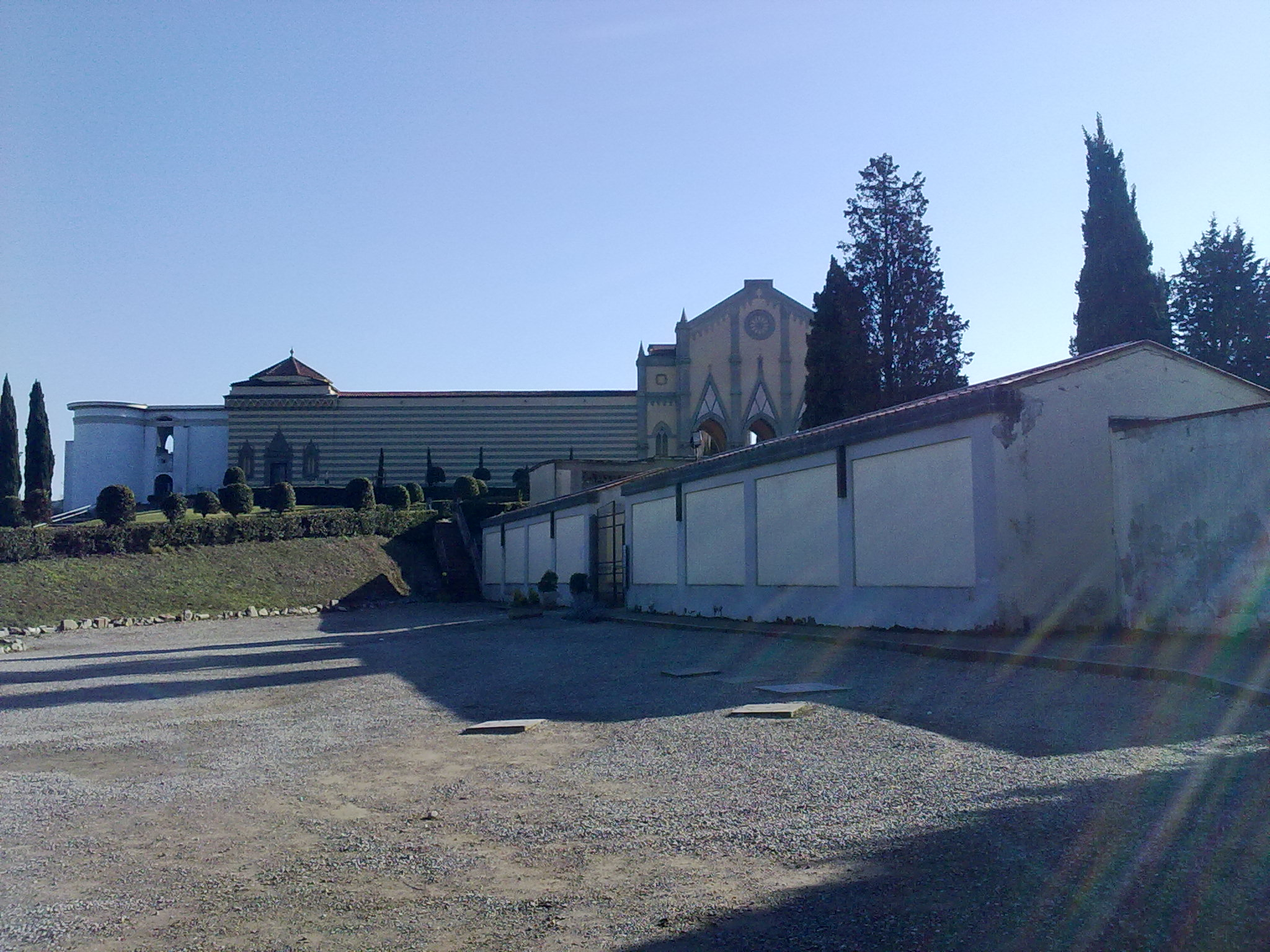
Il cimitero di San Martino a Gangalandi

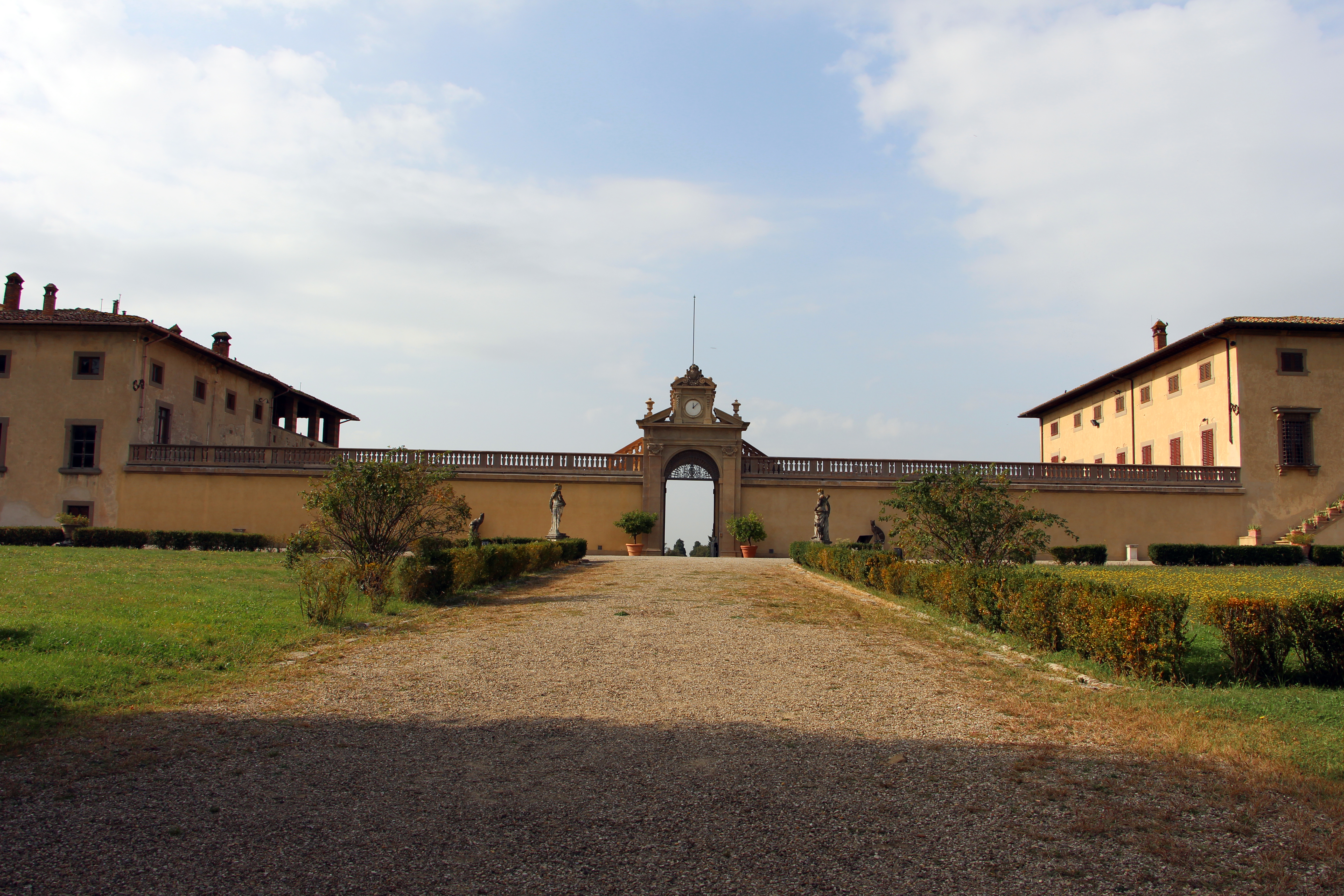
Villa Caruso di Bellosguardo

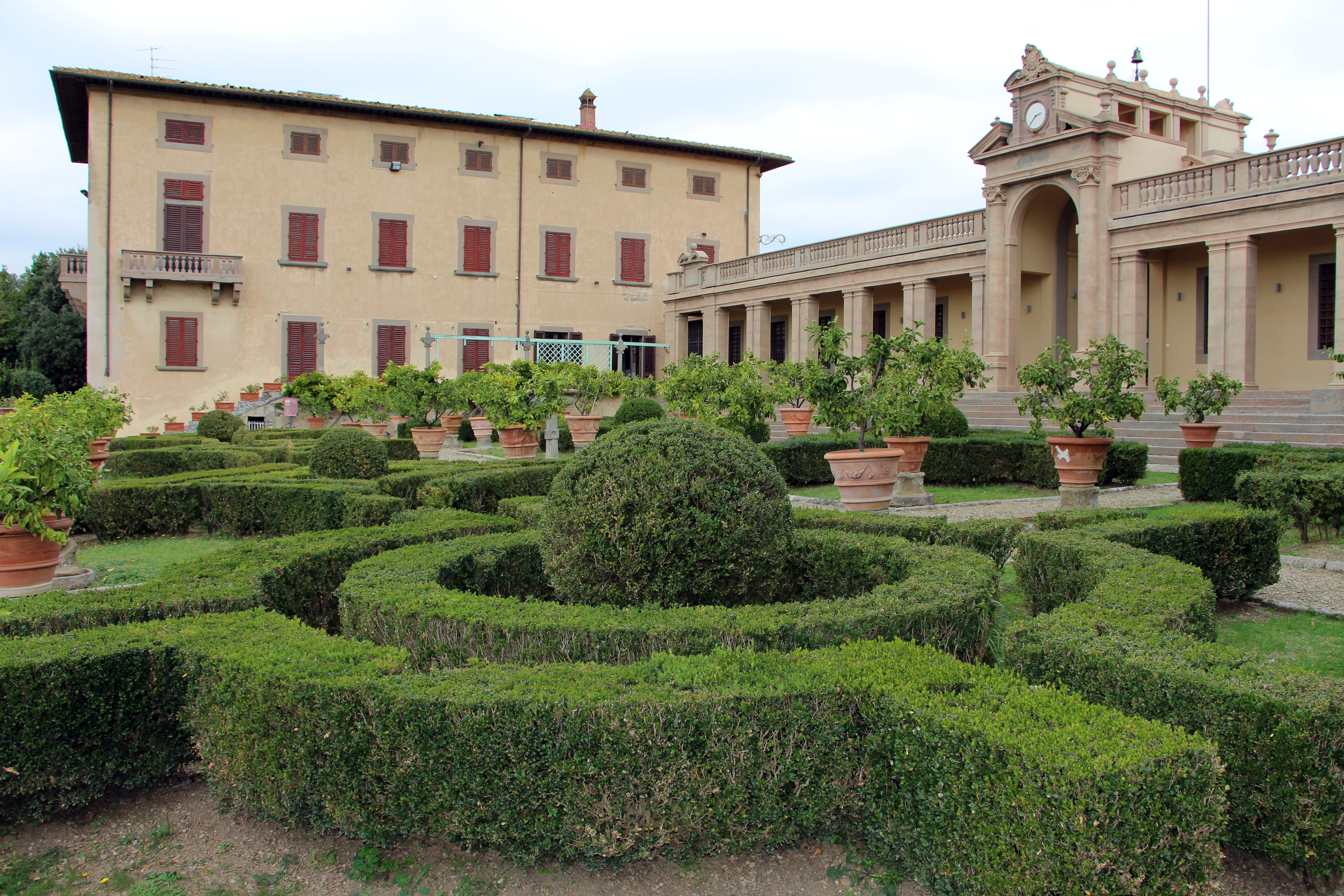
Villa Caruso di Bellosguardo cortile interno

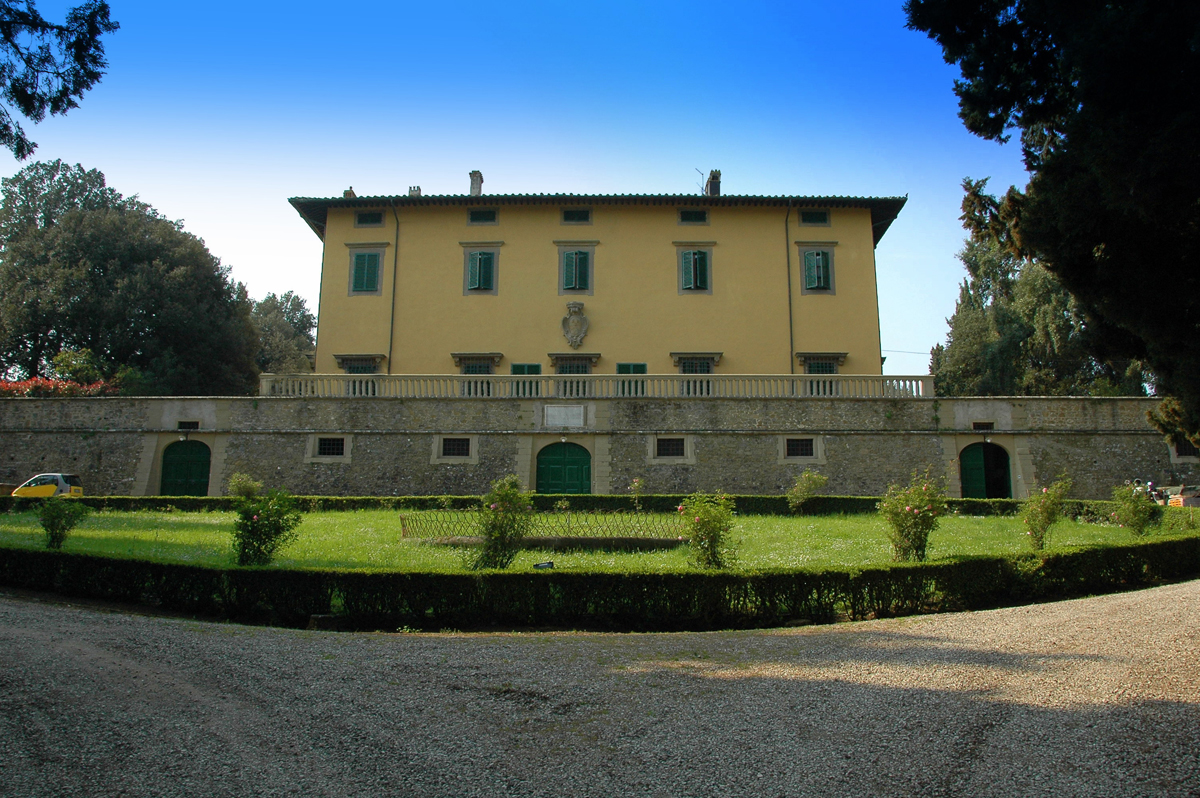
Facciata principale di Villa Pandolfini

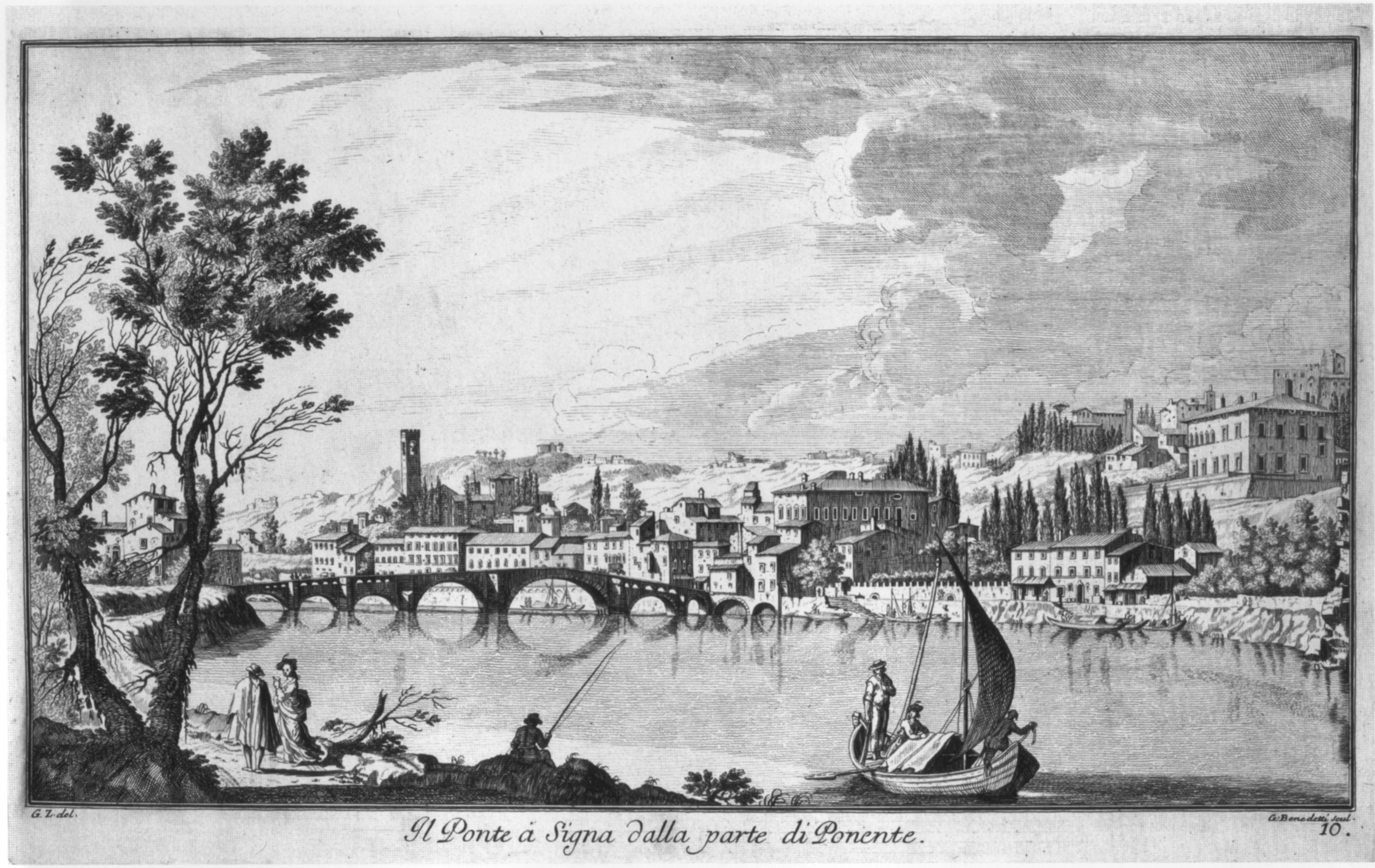
Il Ponte a Signa nel 1744

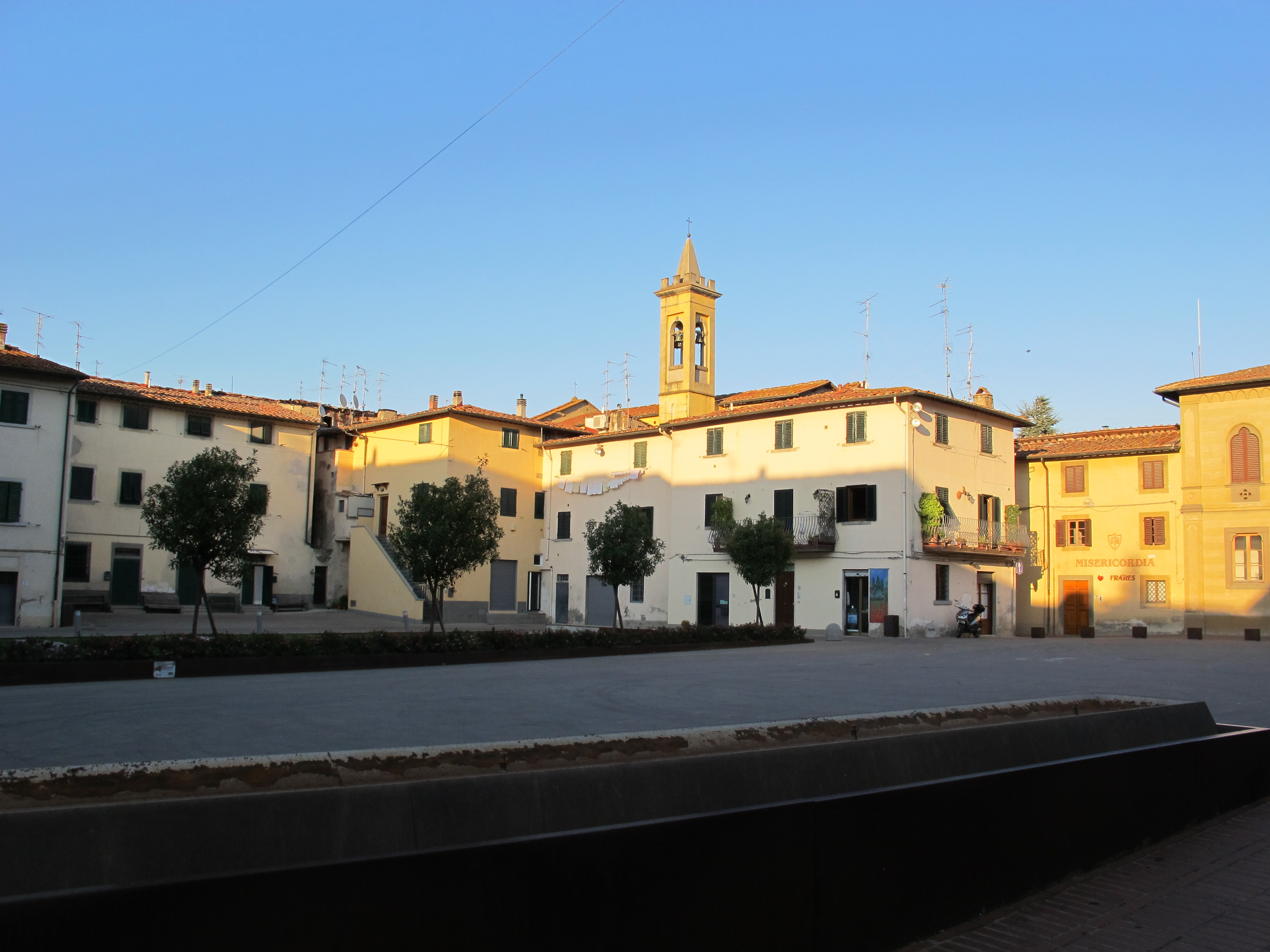
Piazza Garibaldi (Lastra a Signa)

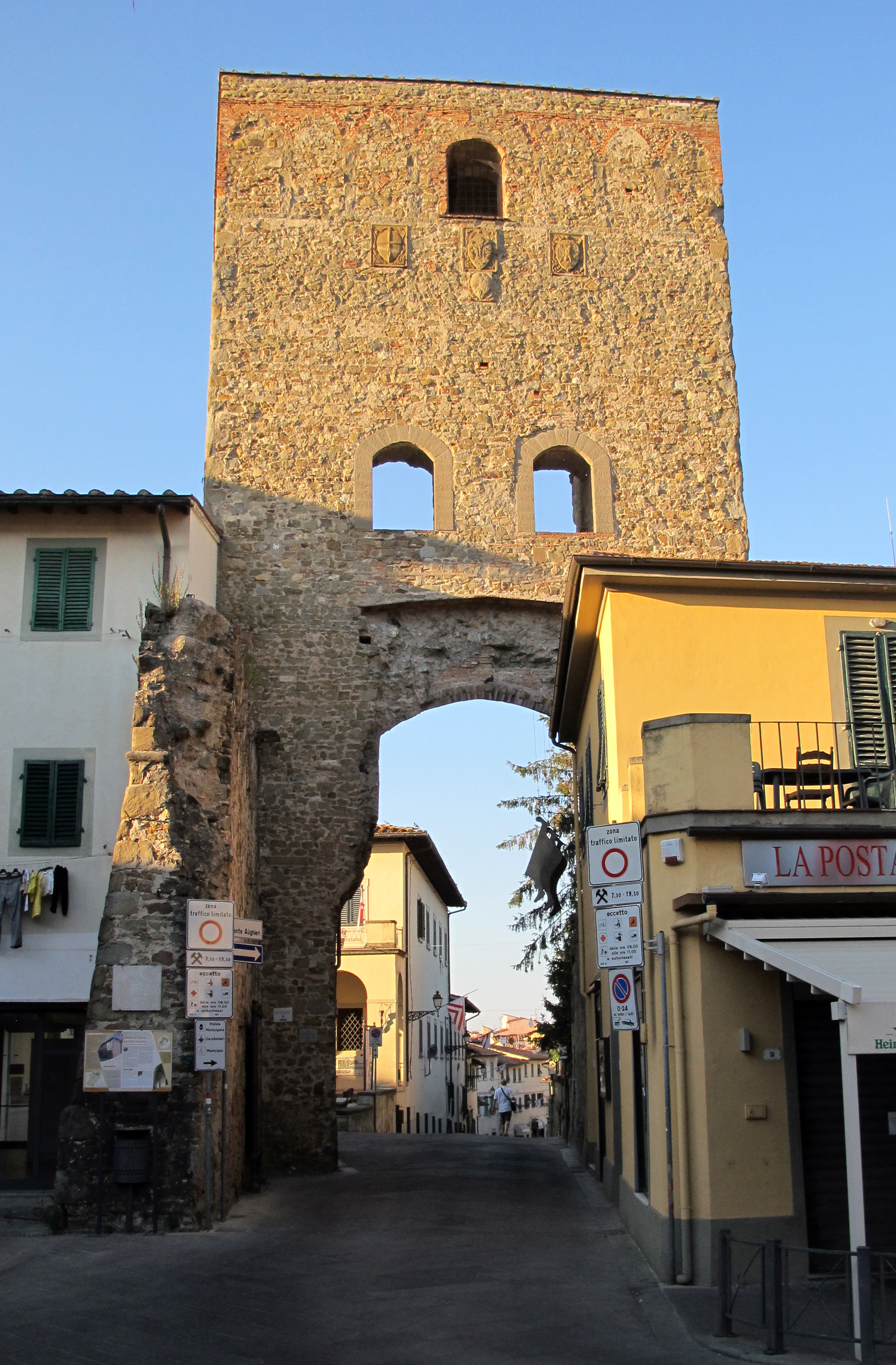
Il Portone di Baccio

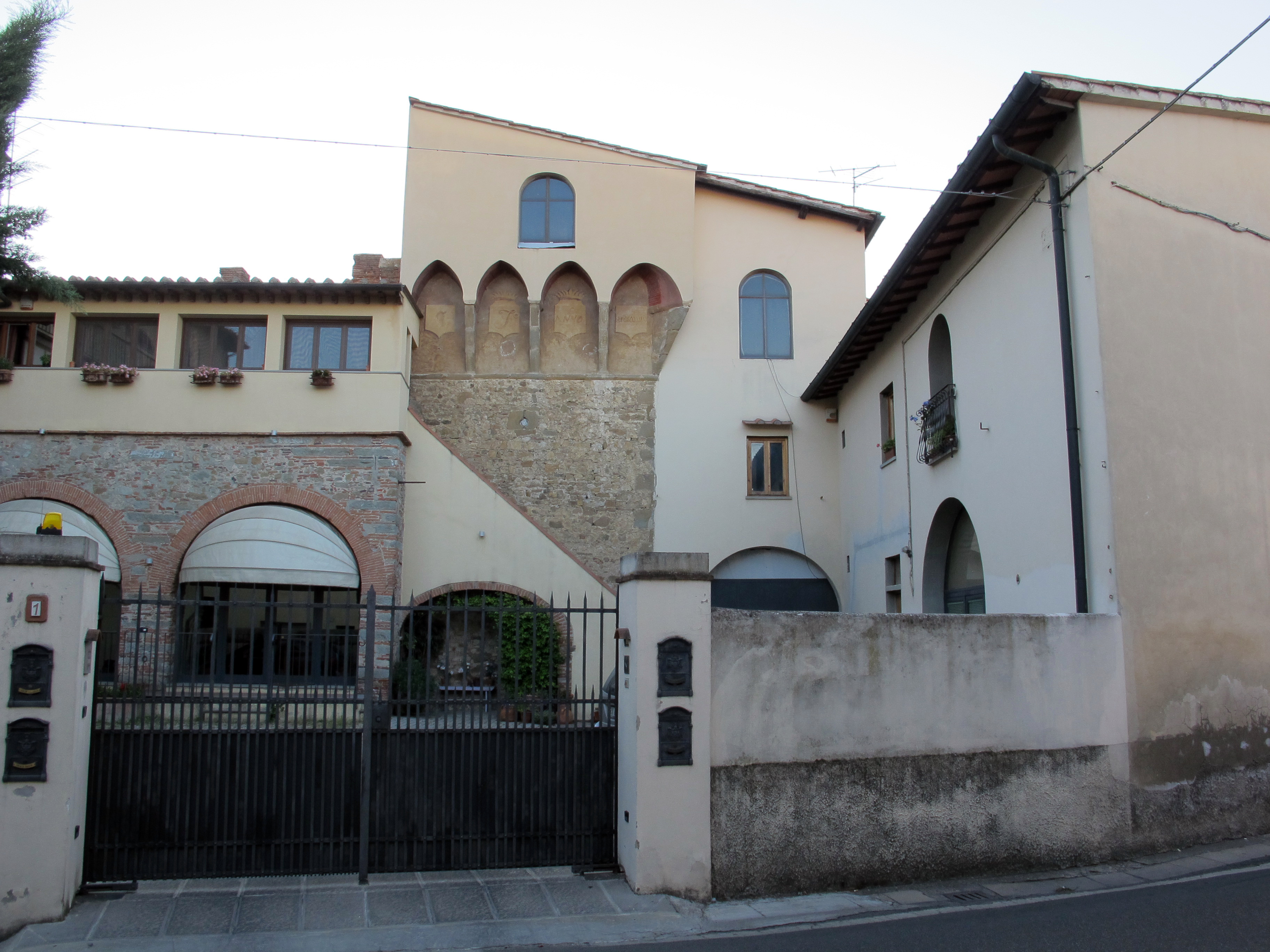
Una delle torri (Lastra a Signa)

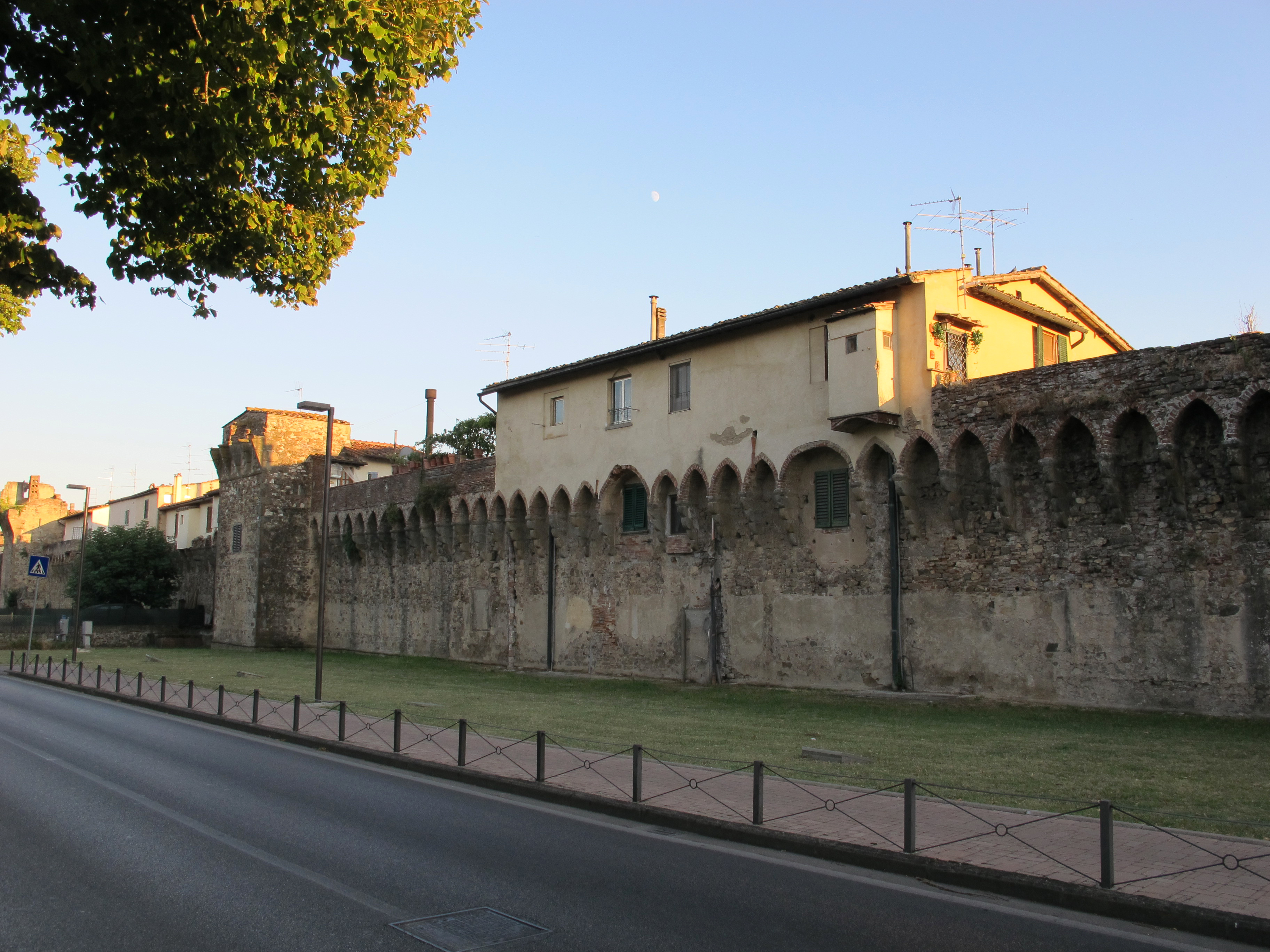
La parte nord delle mura (Lastra a Signa)

### Architetture religiose

#### Chiese
- Chiesa di Santo Stefano a Calcinaia
- Chiesa di San Martino a Carcheri
- Chiesa di Santa Maria a Castagnolo
- Chiesa di Santa Maria della Misericordia (Lastra a Signa)
- Pieve di San Martino a Gangalandi
- Chiesa di Santa Maria delle Selve
- Chiesa ed Eremo dei Santi Jacopo e Filippo a Lecceto
- Chiesa di Santa Maria a Lamole
- Chiesa di San Pietro in Selva
- Chiesa e convento di Santa Lucia a Monte Orlando
- Chiesa di San Romolo a Settimo
- Chiesa di Sant'Ilario a Settimo
- Pieve dei Santi Ippolito e Cassiano
- Chiesa di Sant'Anna
- Cappella della Madonna dei Dini
- Chiesa della Natività di Nostro Signore Gesù Cristo a Lastra a Signa
- Chiesa di San Pietro a Porto di Mezzo
- Chiesa dei Santi Maria e Lorenzo a Marliano
- Chiesa dell'Immacolata Concezione a Ginestra Fiorentina

#### Oratori
- Oratorio della Santissima Annunziata, a San Martino a Gangalandi
- Oratorio di Bracciatica, nell'omonima frazione

### Architetture civili

#### Spedali
- Spedale di Sant'Antonio
- Spedale della Ginestra

#### Cimiteri
- Cimitero di San Martino a Gangalandi
- Cimitero di Brucianesi
- Cimitero di Marliano
- Cimitero di Malmantile
- Cimitero di Carcheri
- Cimitero di Calcinaia
- Cimitero di San Romolo

#### Ville
- Villa Caruso di Bellosguardo presso la frazione di Porto di Mezzo nella località Bellosguardo
- Villa Le Selve presso la frazione di Porto di Mezzo nella località Le Selve
- Villa Pandolfini nella frazione di Ponte a Signa
- Villa le Sorti nella frazione di Marliano
- Villa Castelvecchio nella frazione di Ponte a Signa
- Villa De Gubernatis nella frazione di Calcinaia
- Villa Medici nella frazione di Malmantile
- Villa Lotteringhi della Stufa in località Santa Maria a Castagnolo, già villa Albizi
- Villa Valdirose nella frazione di San Martino a Gangalandi nella località Val di Rose
- Villa Saulina nella frazione di Quattro Strade
- Villa Anna nella frazione di Calcinaia
- Villa Ilangi nella frazione di Malmantile
- Villa Altoviti nella frazione di Calcinaia
- Villa Podere Nannera nella frazione di Malmantile
- Villa Italia a Lastra a Signa
- Villa Serena nella frazione di Malmantile
- Villa le Brunette nella frazione di Calcinaia
- Villa Cintolesi a Lastra a Signa
- Villa Cajoli Santa Lucia nella frazione di Santa Lucia a Monte Orlando
- Villa D'Avanzo nella frazione di Santa Lucia a Monte Orlando
- Villa la Palazzina a Lastra a Signa
- Villa la Tessinara a Lastra a Signa
- Villa Cappiardi a Lastra a Signa
- Villa Cerù a Lastra a Signa
- Villa seminario fiorentino nella frazione di Malmantile nella località di Lecceto
- Villa Maggio nella frazione di Malmantile
- Villa Ducessois nella frazione di Malmantile
- Villa Santini nella frazione di Ponte a Signa
- Villa Borghese nella frazione di Ginestra Fiorentina
- Villa Marliano nella frazione di Marliano
- Villa Florenzi Martorelli nella frazione di Ginestra Fiorentina
- Villa Metz nella frazione di Sant'Ilario a Settimo
- Villa Allegri nella frazione di La Luna
- Villa Bartolini nella frazione di Belfiore
- Villa Brunetti nella frazione di Calcinaia
- Villa Carlini nella frazione di Stagno
- Villa Corliano nella frazione di Brucianesi
- Villa Favi nella frazione di Sant'Ilario a Settimo
- Villa Fedi nella frazione di Belfiore
- Villa Fusi nella frazione di Calcinaia
- Villa Gello nella frazione di Malmantile
- Villa il Serraglio nella frazione di Ponte Torto
- Villa Mazzetta nella frazione di Marliano
- Villa Mina nella frazione di Belfiore
- Villa Morelli nella frazione di Calcinaia
- Villa Paola nella frazione di San Martino a Gangalandi
- Villa Pino Torto nella frazione di Malmantile
- Villa San Giorgio nella frazione di Ginestra Fiorentina
- Villa Sassoforte nella frazione di San Martino a Gangalandi
- Villa Shupfer nella frazione di Marliano
- Villa Tassinara nella frazione di Sant'Ilario a Settimo

#### Torri
- Torre Pandolfini
- Torre della Lega di Gangalandi

#### Ponti

##### I ponti sull'Arno
- Ponte Nuovo sull'Arno (Ponte a Signa): collega i comuni di Lastra a Signa e Signa. Costruito tra il 1150 e il 1200, è stato distrutto più volte. La prima durante l'assedio dalle truppe del signore di Lucca Castruccio Castracani, poi durante la seconda guerra mondiale durante la ritirata tedesca.
- Passerella sull'Arno: ha una classica struttura a "travata", in cemento armato, con piloni e travi dello stesso materiale. Purtroppo lo stato di conservazione dell'opera non risulta eccezionale[7] i piloni presentano le proprie fondazioni scoperte così come sono scoperti i ferri dell'armatura. Non sono da meno il piano di calpestio e il parapetto che richiederebbero una manutenzione.
- Ponte della Ferrovia: ponte ferroviario che supera l'Arno

##### Altri ponti
- Ponte Stagno: ponte nella frazione di Stagno che supera il torrente Vingone
- Ponte sul Vingone: ponte nella frazione di Stagno che supera il torrente Vingone
- Ponte alle Fornaci: ponte fra la località del Parco Fluviale e il capoluogo che supera il torrente Vingone
- Ponte di Sant'Ilario: ponte fra la frazione di Sant'Ilario a Settimo e il capoluogo che supera il torrente Vingone
- Ponte sul Pesa a Ginestra Fiorentina: ponte nella frazione di Ginestra Fiorentina che supera il torrente Pesa
- Ponte di Macinaia: ponte nell'omonima frazione che supera il torrente rio di Macinaia
- Ponte Torto: ponte nell'omonima frazione che supera il borro Rimaggio
- Ponte sul Rimaggio di Sotto: ponte che collega la frazione di Ponte a Signa a Lastra a Signa che supera il borro Rimaggio, è il ponte più vicino alla foce del torrente
- Ponte I Caci: ponte nella frazione di Calcinaia che supera il borro Rimaggio
- Ponte delle Due Madonne: ponte che collega la frazione di Ponte a Signa a Lastra a Signa che supera il borro Rimaggio
- Ponte della Guardiana: ponte che collega le due località di Lastra a Signa Corea e Castagnolo superando il torrente Borro della Guardiana
- Ponte a Tripetetolo: ponte che collega il capoluogo Lastra a Signa con la sua località Tripetetolo superando il torrente Borro della Guardiana
- Ponte della Superstrada: ponte su cui scorre la strada di grande comunicazione Firenze-Pisa-Livorno e che supera il torrente Vingone.

#### Piazze
- Piazza del Comune a Lastra a Signa centro storico
- Piazza Garibaldi a Lastra a Signa centro storico
- Piazza Aleramo Sibilla a Malmantile
- Piazza Guido Andrei a Ponte a Signa
- Piazza Armando Bardini a Lastra a Signa località Corea
- Piazza del Berti a Ponte a Signa
- Piazza Carlo Buti a Ginestra Fiorentina
- Piazza delle Cascine a Lastra a Signa centro storico
- Piazza Angelo De Gubernatis a Calcinaia
- Piazza Grazia Deledda a Malmantile
- Piazza Don Giulio a Brucianesi
- Piazza Egisto Ferroni a Ponte a Signa
- Piazza Firenze a Lastra a Signa centro storico
- Piazza Antonio Gramsci a Porto di Mezzo
- Piazza Maria Montessori a Malmantile
- Piazza Piave a Malmantile
- Piazza Gaetano Pilati a Porto di Mezzo
- Piazza del Popolo a Ginestra Fiorentina
- Piazza 4 Novembre detta anche Piazza La Posta a Lastra a Signa località La Posta
- Piazza della Resistenza a Ginestra Fiorentina
- Piazza Trecciaiole a Stagno
- Piazza Sandro Pertini a Lastra a Signa via Cadorna

#### Palazzi
- Palazzo Comunale: municipio di Lastra a Signa, progettato da Angiolo Cappiardi e completato nel 1866.
- Palazzo del Podestà o Palazzo Pretorio: era la residenza dei podestà che hanno governato Lastra a Signa
- Palazzo dei Sindacati: sede dei sindacati fascisti della zona mentre ora è la sede della Società Ricreativa e Assistenziale di Ponte a Signa
- Palazzo della Misericordia: sede della Venerabile Arciconfraternita della Misericordia di Lastra a Signa
- Casa del Fascio: vecchia sede del Partito Nazionale Fascista a Lastra a Signa in piazza del Comune ora caserma dei carabinieri
- Palazzo Baroncelli: ristrutturato nel 2011 è situato nel centro storico.

### Architetture militari

#### Cinte murarie
- Cinta muraria del Brunelleschi (Mura di Lastra a Signa)
- Mura di Malmantile

#### Castelli
- Castello di Gangalandi
- Castello di Monte Orlando

### Aree naturali

#### Parchi

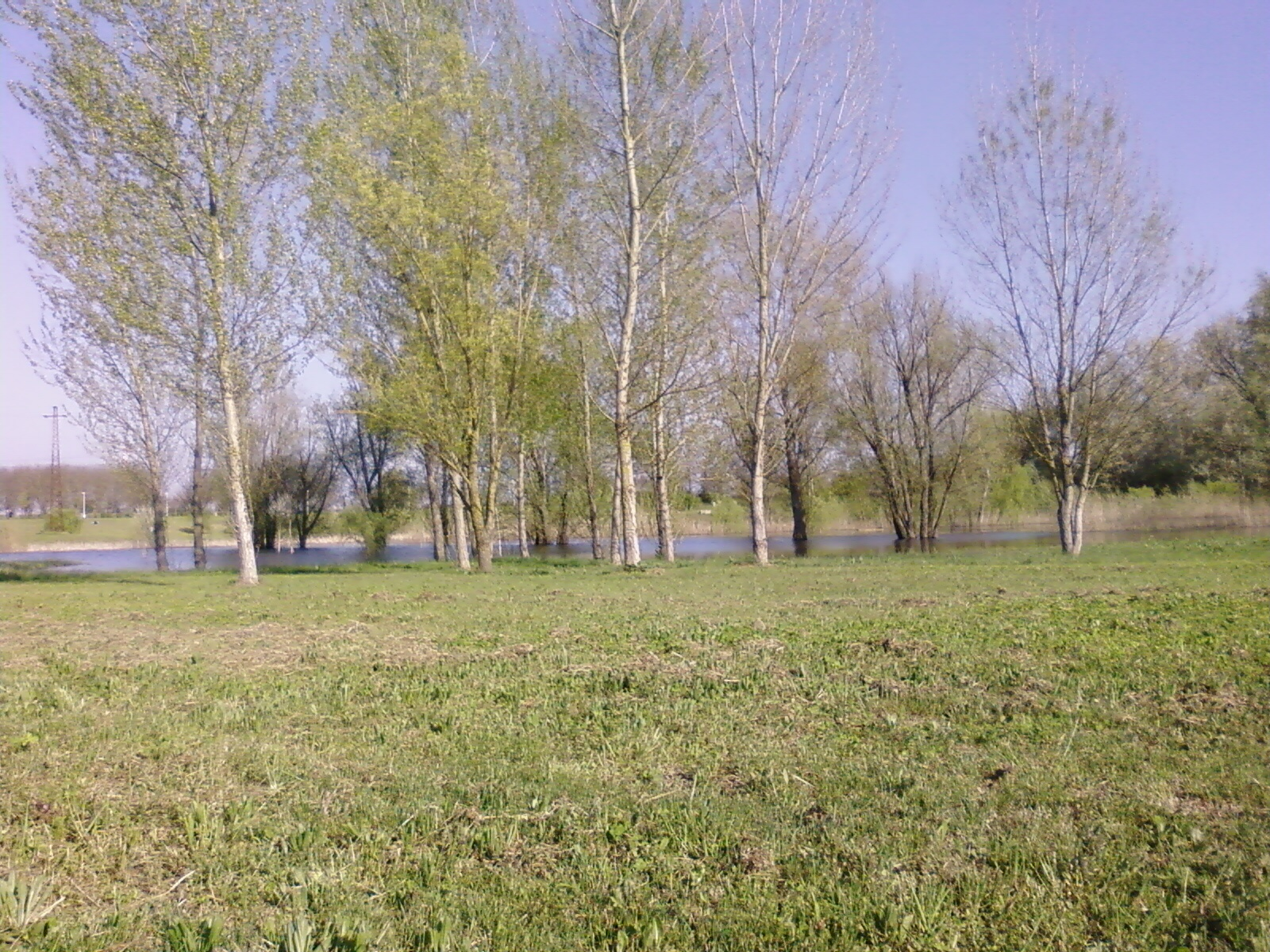
Il parco fluviale di Lastra a Signa

- Il Parco fluviale "Di là d'Arno" è stato inaugurato nel maggio 2002. Si trova nella frazione di Stagno e comprende un'area di 127 ettari. Il parco è dotato di diverse strade pedonali, di una pista ciclabile e di un'ippovia. Dispone di zone barbeque pubbliche e sono presenti diversi laghetti.
- Il Parco di villa Caruso di Bellosguardo è il giardino cinquecentesco della villa. Commissionato da Alessandro Pucci nel 1541, è uno dei pochi esempi toscani di giardino tardo rinascimentale. Organizzato in settori geometrici e simmetrici, il giardino è arricchito da statue e fontane disposte nel corso dei secoli. Oggi sono presenti anche percorsi botanici.
- Il percorso ciclabile di 2,5 km lungo il fiume Pesa.

## Società

### Evoluzione demografica
Abitanti censiti

### Etnie e minoranze straniere
Secondo i dati ISTAT al 31 dicembre 2013 la popolazione straniera residente era di 2 528 persone, pari al 12,64% della popolazione.
Le nazionalità maggiormente rappresentate in base alla loro percentuale sul totale della popolazione residente erano:
- Romania 873 4,40%
- Albania 432 2,18%
- Marocco 223 1,12%

### Lingua e dialetti
La lingua più diffusa è ovviamente quella italiana anche se nella lingua parlata viene utilizzato il dialetto toscano nella variante fiorentina.

### Religione
La religione più diffusa è il cristianesimo, specialmente nella confessione cattolica, come testimoniato dai vari luoghi di culto. Nel territorio comunale vi sono undici parrocchie.

### Istituzioni, enti e associazioni

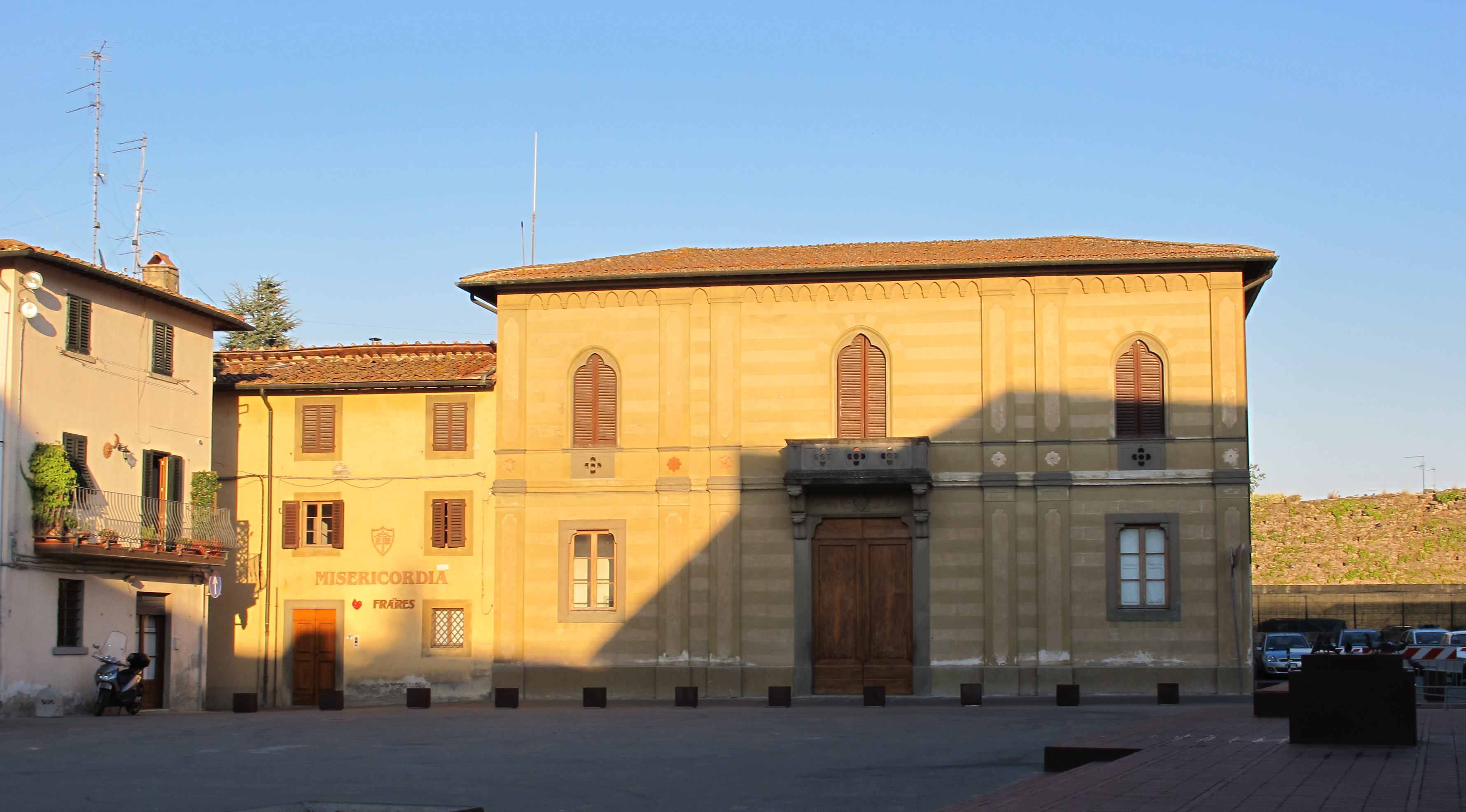
Il palazzo della Misericordia

- Venerabile Arciconfraternita della Misericordia di Lastra a Signa, fondata nel 1595.

## Cultura

### Istruzione

#### Biblioteche
La Biblioteca comunale di Lastra a Signa è collocata in via Togliatti 37. Oltre alle tradizionali funzioni di lettura e prestito, svolge un'intensa attività di promozione della lettura.

#### Musei
- Museo Vicariale di Arte Sacra di San Martino a Gangalandi: è stato il primo museo vicariale della Diocesi di Firenze. Il museo è formato maggiormente da dipinti, ma sono presenti anche opere di oreficeria come croci, calici, reliquiari, pianete e ulteriori oggetti provenienti principalmente dalla pieve ma anche dal territorio lastrigiano.
- Museo Enrico Caruso[11]: aperto al pubblico dal 25 febbraio 2012, l'unico in Italia dedicato al tenore Enrico Caruso, situato nella Villa Caruso di Bellosguardo a Lastra a Signa dove il cantante dimorò. Il museo raccoglie cimeli e oggetti quotidiani appartenuti a Caruso.
- Museo Artisti Locali: racchiude molte delle opere più importanti degli artisti lastrigiani o residenti nel territorio locale come Mario Moschi, Renato Bertelli, Bruno Catarzi e Antonio Cifariello.
- Museo teatrale Gino Bechi: mette in mostra opere dell'attore-baritono fiorentino Gino Bechi.

### Letteratura
Nella frazione di Malmantile sono stati ambientati il Malmantile racquistato di Lorenzo Lippi (1647), il dramma giocoso di Carlo Goldoni Il mercato di Malmantile (1757 circa) e il dramma giocoso La Celidora o Il governo del Malmantile, opera burlesca di Ardano Ascetti (conte Andrea Casotti).

### Cinema e teatri
A Lastra a Signa è presente un cinema-teatro, un cinema e due teatri.
- Il Cinema-Teatro Moderno delle Arti di Lastra a Signa, vicino al Portone di Baccio.
- Il Cinema all'Aperto, sotto la gestione del Teatro delle Arti aperto durante la stagione estiva in piazza Garibaldi.
- Il Teatro Naturale del Parco Fluviale, che dovrebbe ospitare manifestazioni musicali, sportive e sociali, sfruttando la forma naturale del terreno.
- Il Teatro interno a villa Caruso di Bellosguardo.

Sono presenti quattro compagnie teatrali lastrigiane:
- Compagnia Teatrale Malmantile in scena
- Compagnia Teatrale Palaquio Seminari Teatrali
- Compagnia Teatrale Gli Extrafondenti
- Compagnia Teatrale Il Vaso di Pandora.

### Musica
A Lastra a Signa ha abitato nella villa Caruso di Bellosguardo il cantante Enrico Caruso.
Nei teatri presenti sul territorio sono stati fatti molti concerti e opere, come la famosa Tosca di Giacomo Puccini. Per questo Lastra a Signa viene detta anche città della musica.

## Geografia antropica

### Urbanistica nel Medioevo
Il centro storico è un esempio di "terra murata". Via Pisana, una delle strade principali, formava una T con un'altra via passante per le mura. Il nome della strada principale che portava fino a Pisa, da cui prende il nome, passava dal porticciolo di Ponte a Signa per poi salire per San Martino a Gangalandi e Malmantile. Incrociava inoltre il ponte per attraversare l'Arno e giungere a Signa.

### Urbanistica oggi
Le tre strade principali oggi sono la  strada di grande comunicazione Firenze-Pisa-Livorno con svincolo  sulla  strada statale 67 Tosco Romagnola, che qui prende il nome di via Livornese, e via vecchia Pisana, la quale collega il capoluogo con la frazione di Malmantile seguendo il vecchio tracciato verso Pisa. Inoltre attraverso il Ponte Nuovo sull'Arno la  ex-strada statale 325 di Val di Setta e Val di Bisenzio si interseca con la SS67.

#### Viabilità
Durante la giornata Lastra a Signa è molto trafficata, presentando nelle ore di punta forti congestionamenti del traffico veicolare. Il territorio infatti risulta un punto nevralgico di infrastrutture viarie dell'area a sud-ovest di Firenze con l'incrocio tra la strada statale 67 Tosco Romagnola, di cui si serve lo svincolo della FI-PI-LI e il Ponte Nuovo sull'Arno, l'unico ponte di una certa importanza tra Firenze ed Empoli, su cui transita inoltre un'altra arteria locale importante, la ex-strada statale 325 di Val di Setta e Val di Bisenzio. L'inadatta rete stradale urbana cittadina delle Signe, la zona del ponte in particolare, si fa carico quindi di circa 24000 veicoli in transito al giorno, assumendo con il passare degli anni "caratteristiche di viabilità sovra-comunale, essendo l’unica possibilità, in prossimità della città di Firenze, di collegamento tra le due rive dell’Arno. Proprio dall’inadeguatezza della struttura di questo ponte e della viabilità locale a ricevere le attuali richieste di traffico veicolare, è nata la necessità di realizzare un nuovo tracciato stradale".
Dopo che fin dai primi anni 1970 si fece largo l'ipotesi di un nuovo ponte sull'Arno che fungesse da bypass per i centri cittadini di Lastra e di Signa, al fine di rimediare al forte congestionamento del traffico urbano, la Regione Toscana finanziò nel 2006 la progettazione della cosiddetta Bretella autostradale Lastra a Signa-Prato - tra l'autostrada A11 Firenze-Mare e lo svincolo di Lastra a Signa della Strada di grande comunicazione Firenze-Pisa-Livorno. In seguito alla rescissione del contratto tra Regione e consorzio costruttore, a causa dell'eccessivo costo dell'opera, dei 30 milioni di euro già spesi per la progettazione e presentazione della bretella solo 1,2 milioni sarebbero stati restituiti all'ente pubblico, generando non poche polemiche sulla pessima organizzazione con la quale si procedette allo studio della nuova opera.
La "Bretellina Lastra-Indicatore", un nuovo progetto di bypass del 2017, avrebbe dovuto recuperare parte del progetto della vecchia bretella al fine di collegare lo svincolo della FI-PI-LI alla rete stradale extraurbana presso l'Indicatore al confine tra Signa e Campi Bisenzio. L'opera avrebbe dovuto essere formata da tre cavalcavia principali: il primo chiamato "Ponte del Giglio" con una struttura strallata ed il pilone a forma di giglio stilizzato, che superasse Arno e ferrovia Leopolda; gli altri due sul principale lago della cassa di espansione dei Renai e sul Bisenzio. Anche quest'ultima variante tuttavia saltò a causa dell'interferenza con nuove opere di compensazione per lo sviluppo dell'aeroporto di Firenze-Peretola previste nella zona del parco dei Renai a Signa, comprendenti un'oasi naturale con un ulteriore lago e zona umida sull'altra sponda del Bisenzio.
Un ennesimo più piccolo progetto presentato a marzo 2019 mantiene, traslato più a valle, solo la porzione di tracciato del "Ponte del Giglio" attraversante Arno e ferrovia. Il cavalcavia collegherà lo svincolo di Lastra della FI-PI-LI al parco dei Renai di Signa, anziché giungere diretto fino al confine con Campi Bisenzio come previsto dalla bretella precedente. L'avvio dei lavori del primo lotto del ponte fissato per il 2022 è stato poi posticipato al 2024. Quest'ultimo slittamento fu causato dalla riprogettazione del ponte stesso con un più classico ponte ad arco richiesto dalla Soprintendenza di Firenze, caratterizzato da un viadotto di 900m e un'altezza sul livello del fiume di 22m contro i 15m dell'ipotesi di ponte strallato, a cui si aggiunse con l'occasione la realizzazione di una zona umida naturalistica compresa tra Arno e Bisenzio ed il potenziamento della cassa di espansione per la sicurezza idraulica del parco fluviale "di là d'Arno" di Lastra. Per la realizzazione dell'opera è prevista la spesa di 49,9 milioni di euro con conclusione dei lavori nel 2028.
In fase di realizzazione è una circonvallazione del centro abitato di Lastra a Signa. Il nuovo tratto viario collegherà lo svincolo della FI-PI-LI e il vecchio Ponte a Signa, fungendo così da variante alla SS67.

#### Piazze
- Piazza del Comune

Situata dentro le mura di Lastra a Signa, poco dopo il portone di Baccio, era nominata, dall'Unità d'Italia fino alla seconda guerra mondiale, come piazza Vittorio Veneto.
- Piazza Garibaldi

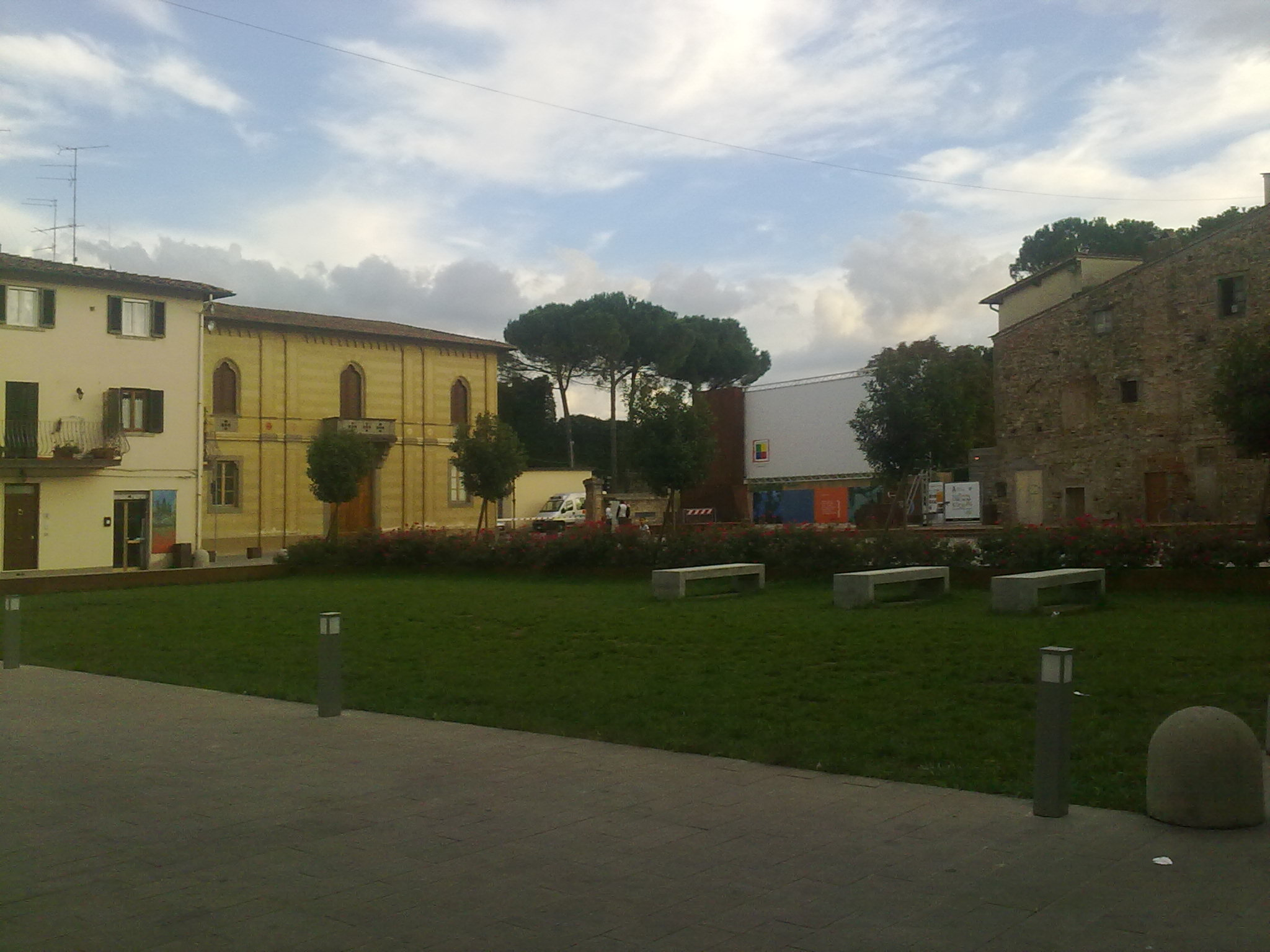
La piazza e in fondo il palazzo della Misericordia

Inizialmente era uno spazio riservato all'agricoltura interna alle mura e alle riserve militari. Successivamente è diventata luogo di sviluppo artigianale, sede di alcune opere e del mercato. Fra le due guerre mondiali lo spedale di Sant'Antonio divenne un teatro. Negli anni del dopoguerra si montavano le giostre del Luna Park e si celebrava la Fiera di Mezzagosto. Negli anni 1990 la piazza viene usata come parcheggio.
Nel 2000 il Comune propone la riqualificazione della piazza attraverso un concorso.
Nella piazza sono presenti:
- Palazzo della Misericordia: sede della Arciconfraternita della Misericordia di Lastra a Signa
- Palazzo Baroncelli
- Spedale di Sant'Antonio
- Chiesa di Santa Maria della Misericordia (Lastra a Signa)
- Gruppo Fratres Lastra a Signa, associazione locale di donatori di sangue

### Frazioni
Il comune di Lastra a Signa riconosce ufficialmente dieci frazioni:
- Brucianesi: il paese comprende 160 famiglie ed è un antico porticciolo fluviale. Ha una superficie di 49 990 m² e una popolazione di 288 abitanti.
- Càrcheri: è edificata la chiesa di San Martino a Carcheri, e risiedono 534 abitanti.
- Ginestra Fiorentina, situata lungo il torrente Pesa e attraversata dalla strada di grande comunicazione Firenze-Pisa-Livorno, vi si trova la pieve dei Santi Ippolito e Cassiano. La "Polisportiva Ginestra A.S.D." è la squadra di calcio locale.
- Malmantile: il piccolo borgo è sorto probabilmente come avamposto militare lungo la via tra Firenze e Pisa, sviluppatosi in seguito sede di un insediamento civile.
- Marliano: vi ha soggiornato più volte Lorenzo Lippi. Vi si trovano villa le Sorti e villa Marliano
- Ponte a Signa: Si trova lungo il fiume Arno e prende il nome dal Ponte Nuovo sull'Arno che collega Signa con Lastra a Signa. Si è sviluppato come piccolo porto fluviale e sede di un traghetto che permetteva l'attraversamento del fiume.
- Porto di Mezzo:Il borgo si sviluppò nel XIII secolo lungo il fiume Arno come piccolo scalo fluviale e sede di un traghetto. Ebbe il nome di "Mezzana a Signa" e il toponimo è stato spiegato per l'antica collocazione su un isolotto, in un punto il cui il fiume si divideva in due rami.
- Quattro Strade: borgo sviluppatosi a partire dagli anni settanta, prende nome dal già esistente incrocio fra via del Pollaiolo e via Maremmana.
- San Romolo: sviluppatosi a partire dalla fine del XII secolo prende il nome dalla chiesa di San Romolo, edificata nel 1220 sotto il controllo dei Ranucci di Firenze. Prima della fusione del 1774 dipendeva amministrativamente dalla odierna frazione di San Martino a Gangalandi.
- Vigliano: piccola frazione rurale situata all'estremità orientale del territorio comunale, tra i corsi d'acqua del borro Ribaldone e il borro di Campanella, al confine con il comune di Scandicci.

### Altre località del territorio
- Belfiore: frazione di 206 abitanti, situata a circa 2,5 km dal capoluogo comunale, a circa 150 m s.l.m. Si tratta di un piccolo borgo, fondato poco dopo il secondo dopoguerra. Sorge sopra la frazione di Ponte Torto e sovrasta il borro Rimaggio e via Vecchia Pisana, la quale poi devia verso la frazione di San Romolo a Settimo.
- Bracciatica in Val di Pesa: situata nella valle del Pesa, si è sviluppata come borgo nel XIV secolo. La chiesa di San Bartolomeo era sottoposta alla chiesa di San Pietro in Selva della frazione di Malmantile, la quale, così come il borgo, era sotto il dominio del comune di Montelupo Fiorentino.
- Calcinaia: sviluppatasi nel XIII secolo lungo la scomparsa via Pisana. Vi si trovano la chiesa di Santo Stefano a Calcinaia, di origini duecentesche, e le ville De Gubernatis e Altoviti.
- Capannuccia: piccola frazione limitrofa con Scandicci attraversata dalla strada statale 67 Tosco-Romagnola, ove è situata l'uscita di Lastra a Signa della Strada di grande comunicazione Firenze-Pisa-Livorno.
- Casone: di 431 abitanti, si trova a 59 m s.l.m. a circa 3,5 km dal capoluogo comunale, lungo il fiume Arno, ed è attraversata dalla strada statale 67 Tosco Romagnola.
- La Lisca: sorge lungo il fiume Arno, poco prima della confluenza del torrente Ombrone Pistoiese. Si sviluppò in epoca medievale come piccolo scalo fluviale sul fiume Arno, lungo la via percorsa dalla ghisa prodotta a Follonica fino al "magazzino del ferro" di Poggio a Caiano. Era inoltre sede di un traghetto per l'attraversamento del fiume.
- La Luna: il borgo era una "stazione di scambio intermedia".
- Inno: è situato sul confine con il comune di Scandicci ad est di Marliano.
- Ponte Macinaia, con 62 abitanti, si è sviluppata sulla strada statale 67 Tosco Romagnola poco dopo la frazione di La Lisca. Prende il nome dal ponte che attraversa il Rio di Macinaia, la cui sorgente si trova nel territorio della frazione. Vi si trova la cinquecentesca villa Caruso di Bellosguardo.
- Ponte Torto: attraversato dalla via Vecchia Pisana e dal torrente Borro Rimaggio, prende il nome dal ponte che attraversa il torrente. Vi si trova l'antico mulino della Falterona e il poligono di tiro a segno dove si allena la nazionale italiana.
- San Martino a Gangalandi: riunito al comune di Lastra a Signa nel 1774 è uno dei borghi più antichi.
- Sant'Ilario a Settimo: attestato dai documenti dalla metà del XIII secolo, sorge presso Monte Cascioli ed è attraversato dalla via Vecchia Pisana che conduce alla frazione di San Romolo a Settimo. Come quest'ultimo fu in possesso dei Rinucci di Firenze e in seguito passò alla famiglia Tigliamochi. Vi si trova la chiesa di Sant'Ilario a Settimo, dalla quale prende il nome.
- Santa Lucia a Monte Orlando: vi si trova chiesa di Santa Lucia a Monte Orlando
- Stagno: zona artigianale e industriale fra il Parco Fluviale e Il torrente Vingone

Altre località minori sono quelle di Barberino, Bellosguardo, Bricoli, Capiglioli, Case Nuove, Castagnolo, Cerreti, Conia, Conigliolo, Corea, Corliano, Cupoli, Due Madonne, Fantone, Gavignano, Gello, Gonfolina, Grillaio, Guazzolo, Il Chiuso, La Posta, Lastrico, Lamole, Lecceto, Le Selve, Le Sodole, Le Topole, Lupaie, Massolina, Mazzetta, Naiale, Novoli, Parco Fluviale, Pelago, Pianacci, Piandaccoli, Poggio al Prete, Poggio Mulettino, Poggio Vittorio, Pontaccio, Riboscio, Ringuillo, Romanina, San Lorenzo ai Monti, San Vito, Sant'Ambrogio, Sant'Andrea, Sant'Antonio, Sassoforte, Spazzavento, Traccoleria, Tripetetolo, Val di Rose.

## Economia

### Agricoltura

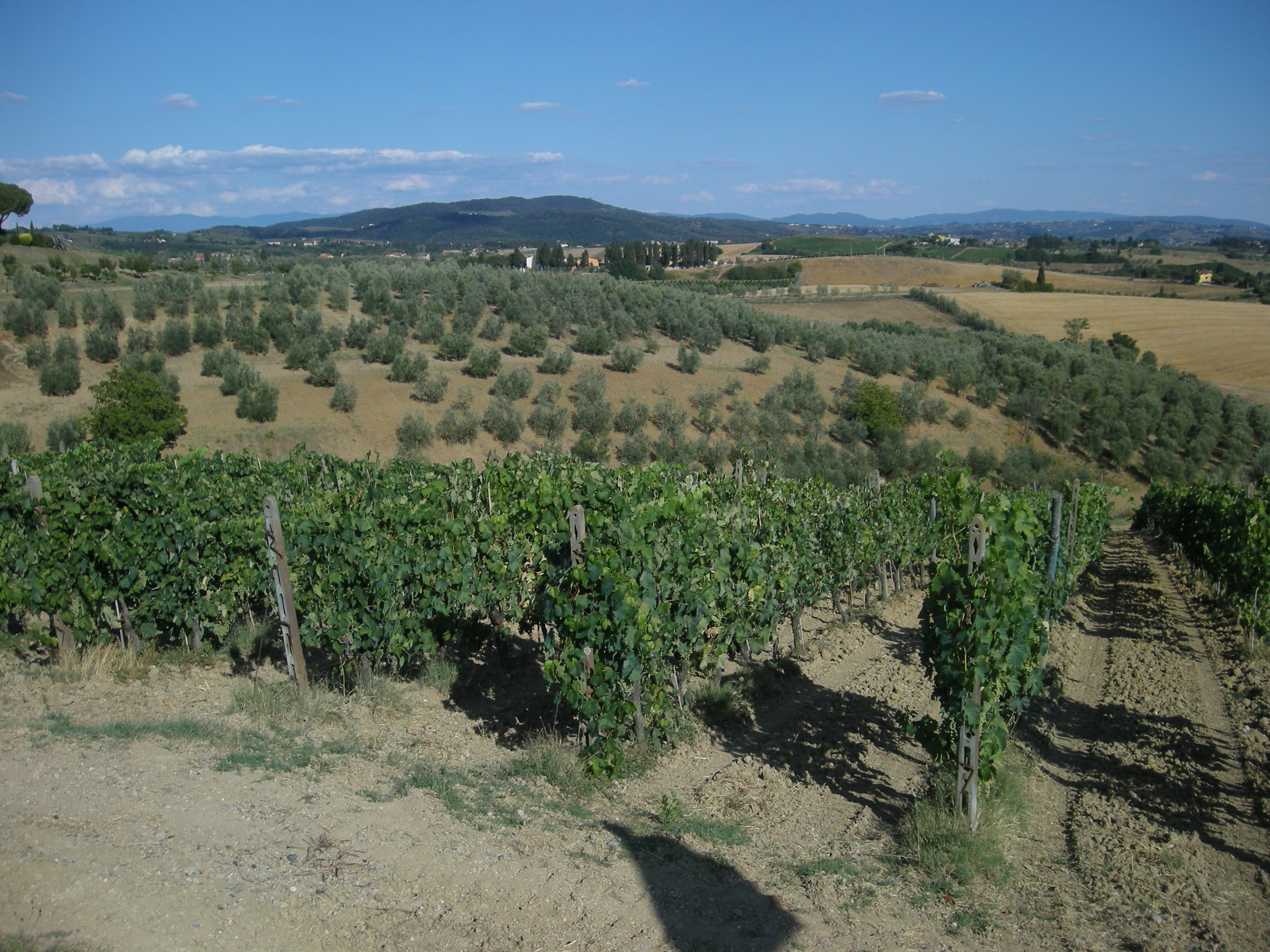
Vitigni e olivi sulle colline di Malmantile

Buona parte del territorio lastrigiano è agricolo, il che ha dato grande sviluppo al settore degli agriturismi.
La politica mezzadrile dei Medici prima e degli Asburgo-Lorena di Toscana poi, hanno modellato secondo i canoni del paesaggio toscano tutto il territorio comunale.
I vigneti, che producono il Chianti della sottozona dei Colli Fiorentini, sono una delle maggiori realtà agricole sul territorio insieme alla grande quantità di oliveti da cui viene ricavato olio extravergine di oliva.
Lastra a Signa porta anche il titolo di Città dello Zafferano Italiano.

### Artigianato
Seppur con il passare del tempo abbia avuto alcune leggere flessioni, la produzione artigianale occupa un posto importante nell'economia lastrigiana. In particolar modo l'artigianato a Lastra a Signa è strettamente legato a quello dell'area fiorentina pur seguendo la tradizione locale.
Lastra a Signa è detta città della pietra a causa delle molte cave di pietra arenaria del tipo serena presenti sul territorio. Porto di Mezzo è stato il principale scalo fluviale fiorentino per il trasporto di questa pietra lungo tutto l'Arno. Un altro settore di rilievo è quello della produzione di ceramiche.

### Industria

#### Industria dei cappelli di paglia

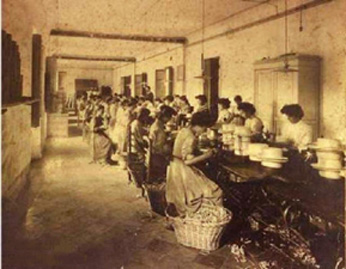
Cucitura dei cappelli nella fabbrica Andrei

L'industria dei cappelli di paglia di Firenze era il settore industriale predominante fin dall'inizio del XIX secolo nel comune di Lastra a Signa e nel confinante comune di Signa.
Porto di Mezzo è stato il principale scalo fluviale per il trasporto dei cappelli fino al porto di Livorno da cui poi raggiungevano i più grandi scali del mondo.
Oggi sono rimaste poche aziende produttrici dei cappelli aperte a livello artigianale.
Legato al settore della produzione di cappelli di paglia troviamo anche l'imprenditore lastrigiano Pasquale Benini, fondatore dell'omonima fabbrica, che successivamente investirà nella fabbricazione e riparazione di macchine e strumenti per confezionare cappelli di paglia, e le potenzialità che il mercato offre per quanto riguarda oggetti di ferro fuso di seconda fusione.
Convinto che il settore meriti investimenti ancora più importanti il 21 gennaio 1842 fonda quello che è oggi il Nuovo Pignone, una delle maggiori realtà industriali di Firenze, col nome di Fonderia di ferro di seconda fusione, fuori dalla Porta S.Frediano presso il Pignone

#### Adica Pongo

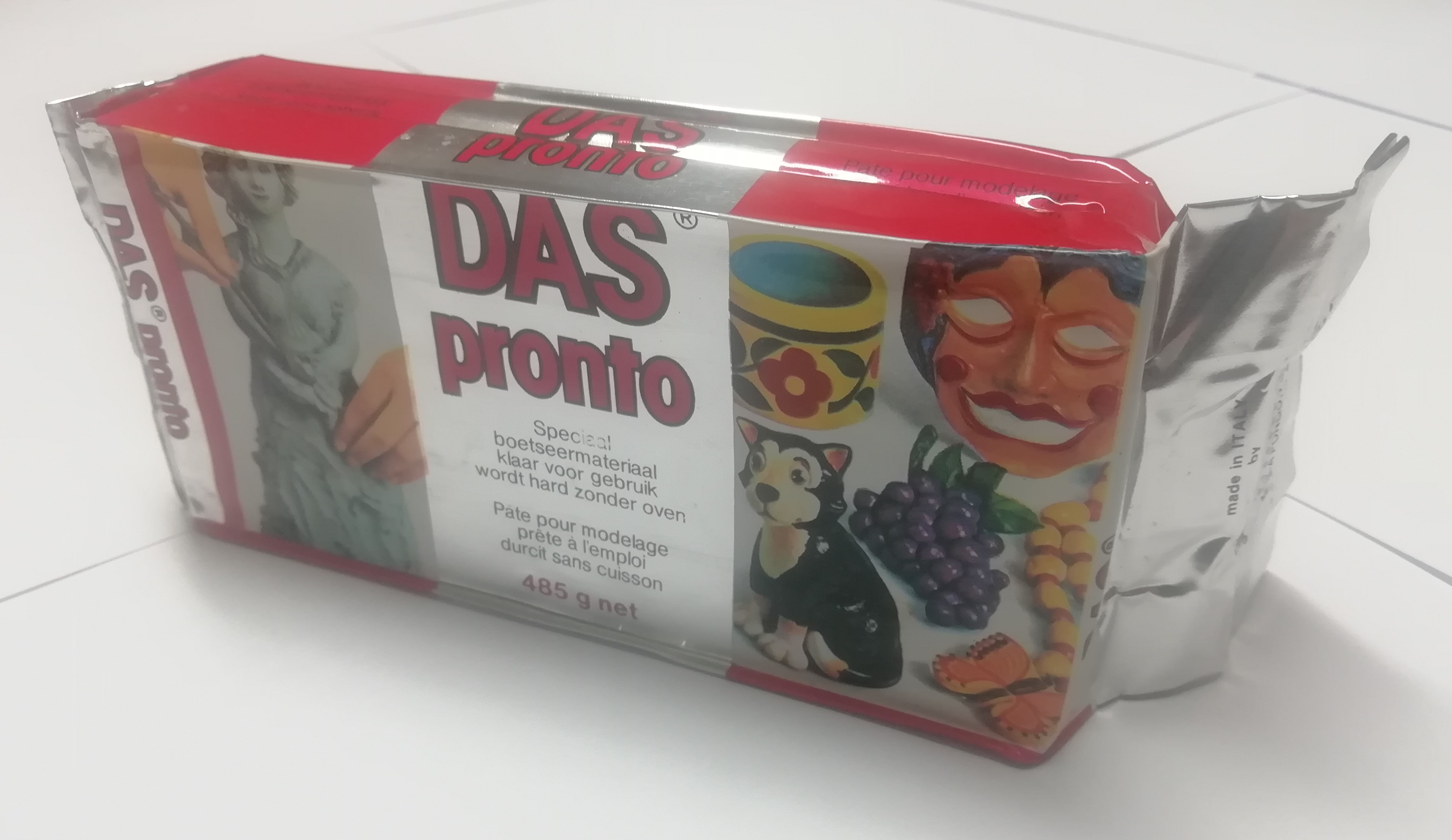
Una confezione di DAS prodotta dall'Adica Pongo

Negli anni sessanta, settanta e ottanta molto attiva fu l'Adica Pongo, una ditta che è stata leader nella produttrice di giocattoli educativi. Il suo logo era costituito dalla scritta Adica Pongo in caratteri maiuscoli e multicolore (la prima A e la scritta PONGO in rosso, le lettere D, I, C e la seconda A rispettivamente celeste, verde chiaro, verde scuro, arancio), il tutto inserito in un fumetto bianco. Il simbolo era un pittore stilizzato con pennelli e valigetta in corsa.
Il successo commerciale dell'Adica fu legato principalmente alla detenzione del brevetto di due tipologie di prodotti: il DAS ed il Pongo. L'Adica Pongo entrò però in un declino irreversibile alla metà degli anni ottanta, allorché il gusto dei bambini si orientò definitivamente verso i giocattoli legati ai cartoni animati giapponesi e verso i primi giochi elettronici. Uno degli ultimi tentativi dell'Adica per sopravvivere fu quello di concentrarsi sui giochi da tavola e sulla distribuzione dei giochi elettronici per i più grandi, mantenendo almeno parte del proprio interesse primario per i più piccoli, ideando prodotti propri in linea con le nuove tendenze. A metà anni ottanta l'azienda diede il via al lancio del Didò, inoltre distribuì gli articoli di modellismo Revell e le cartucce da gioco dell'Activision per Atari 2600. Cessò tuttavia la sua attività all'inizio degli anni novanta.

#### Alfa Columbus

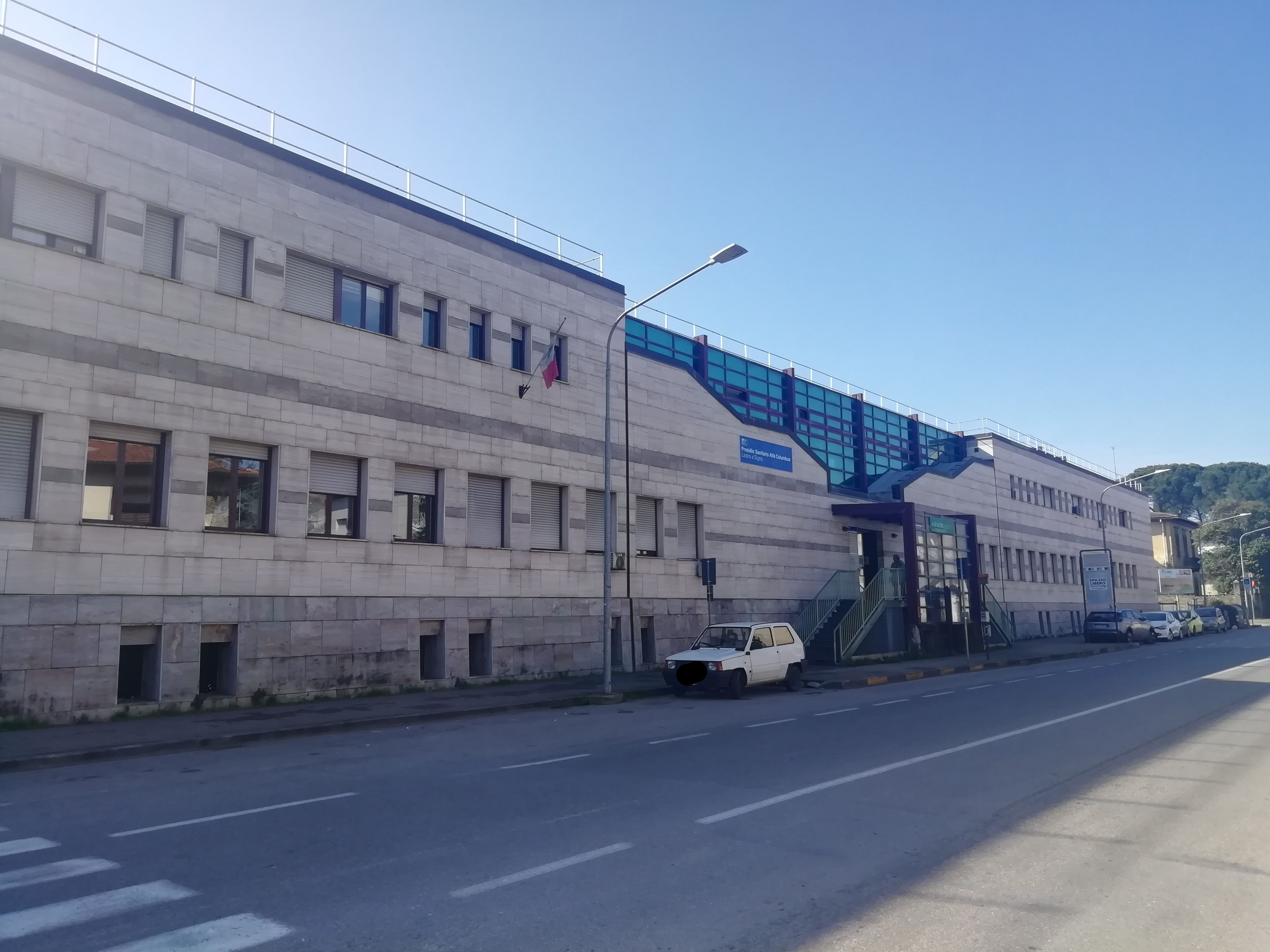
L'ex stabilimento Alfa Columbus, ora ASL de "Le Signe"

L'Alfa Columbus è stata una delle maggiori realtà industriali di Lastra a Signa: fabbrica nel corso degli anni di ceramiche, cappelli di paglia, caschi coloniali, e infine di gomma. È attualmente sede dell'ASL Alfa Columbus, distretto n°8 Lastra a Signa, l'azienda sanitaria locale de Le Signe.

## Infrastrutture e trasporti

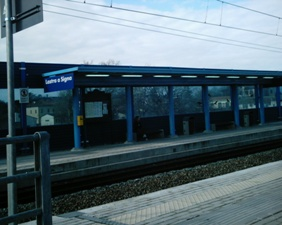
La fermata ferroviaria

### Strade
Lastra a Signa è storicamente attraversata dalla Strada statale 67 Tosco Romagnola, cui si aggiunse nel 1990 cosiddetta Fi-Pi-Li, che serve la località con l'omonima uscita.

### Ferrovie

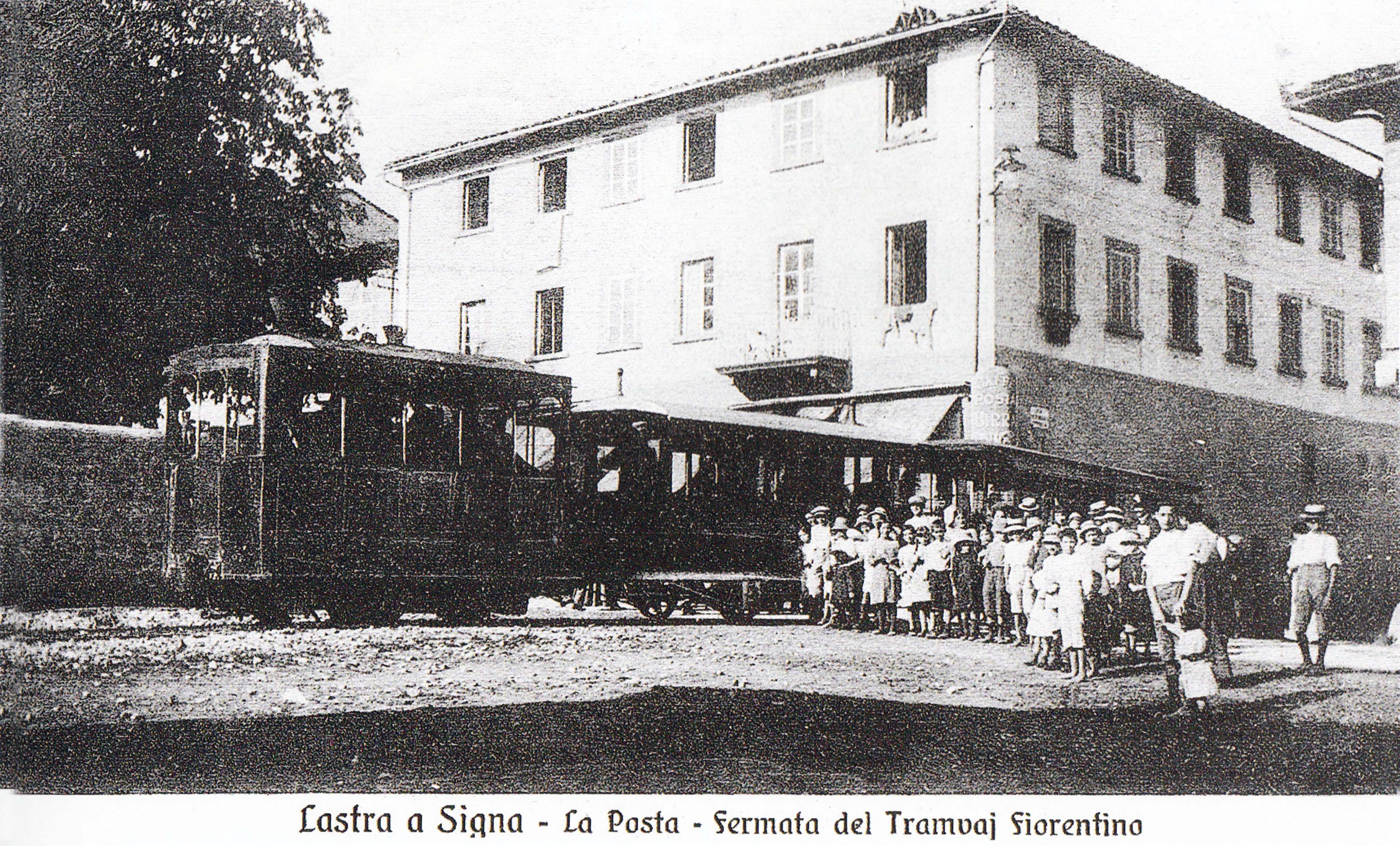
Convoglio tranviario in sosta presso La Posta (Lastra a Signa)

L'abitato è servito dalla fermata di Lastra a Signa, inaugurata nel 2006 contestualmente a una variante di tracciato della ferrovia Leopolda tra Pisa e Firenze, servita da corse regionali svolte da Trenitalia nell'ambito del contratto di servizio con la Regione Toscana.

### Mobilità urbana

#### Strada
Il trasporto pubblico locale è garantito dagli autoservizi suburbani svolti da Autolinee Toscane del gruppo RATP Dev, gestore dell'intera rete autobus della Toscana.

#### Ferro
Fino al 1921 a Lastra a Signa era capolinea della tranvia Firenze-Signa, inaugurata nel 1881 e prolungata nel 1895 fino a Porto di Mezzo, costituendo uno dei principali collegamenti con l'area occidentale di Firenze.

### Elenco dei sindaci

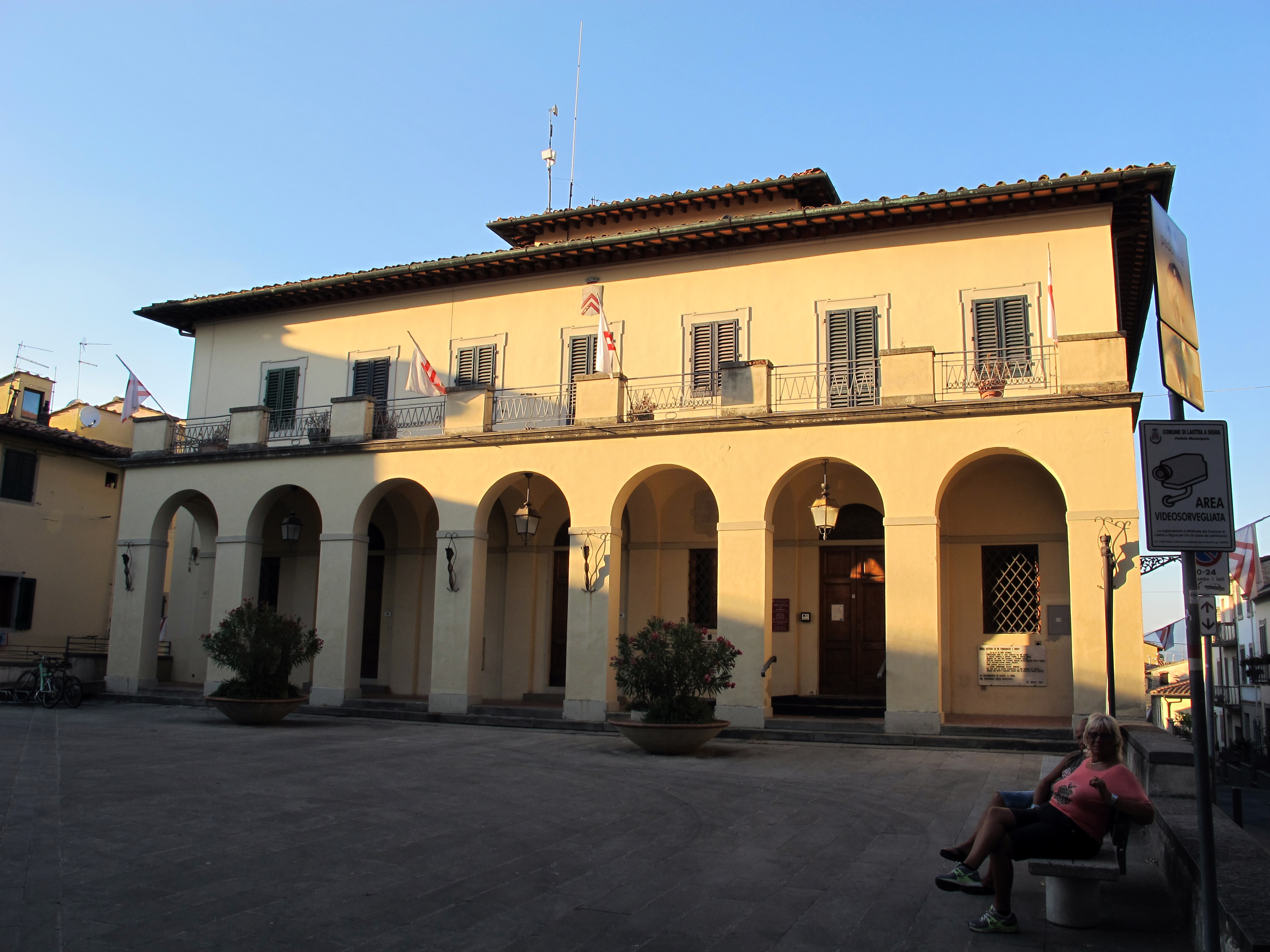
Il municipio

## Amministrazione

### Gemellaggi
La città di Lastra a Signa è gemellata con:
- Grosio, dal 1989[22]
- Saint-Fons, dal 1995[23].
- Münster (Assia), dal 2015[24].

Inoltre, il comune, il 29 gennaio 1993, ha stretto un patto di amicizia con la comunità di Hausa nella Repubblica Democratica Araba dei Sahrawi  e, il 26 febbraio 2000, un protocollo di intenti con la città di L'Avana, Cuba .

## Sport

### Baseball e Softball
La squadra di baseball locale è il Lancers Baseball Club 1982, che nel 2021 ha militato in Serie A il massimo livello del campionato italiano di baseball. La sede e il campo da gioco della squadra sono situati nella frazione di Porto di Mezzo.

### Calcio
Nel comune hanno sede tre squadre di calcio:
- La principale è l'Associazione Sportiva Dilettantistica Lastrigiana, che milita dal 2016 nel campionato regionale di Eccellenza, ha vinto due volte il Campionato Juniores Dilettanti ed è gemellata con l'ACF Fiorentina.
- Nella frazione di Malmantile ha sede l'Associazione Sportiva Malmantile, che milita nel campionato regionale di Prima Categoria Toscana ed è anch'essa gemellata con la Fiorentina.
- Nella frazione di Ginestra Fiorentina ha sede l'ADS Polisportiva Ginestra, che milita dal 2022 nel campionato regionale di Prima Categoria Toscana.

### Calcio a 5 e Calcio a 7
- La sezione dell'A.S.D. Lastrigiana, la Lastrigiana Calcio a 5, nella stagione 2018-2019 ha trionfato[28] nel campionato di Serie C1, militando da allora nel campionato nazionale di Serie B. A livello nazionale giovanile la società si è distinta per la vittoria del Campionato Juniores Dilettanti 2017-2018.
- L'Area Calcio con sede a Ginestra Fiorentina.
- Il Tripetetolo 97 con sede a Lastra a Signa in località Tripetetolo.
- La Lastrense 96 con sede a Calcinaia.

### Atletica leggera
La Nuova Atletica Lastra A.S.D. è iscritta alla FIDAL e alla UISP, partecipando sia a gare su pista che podistiche. La società è erede dell'US Arno fondata nel 1947, poi divenuta Polisportiva Lastra a Signa nel 1983, successivamente dal 1991 Atletica Lastra a Signa, e infine assumendo l'attuale denominazione nel 1998. Inoltre, per mantenere l'attività ad alti livelli per tutte le categorie da allievi in poi (il settore assoluto), la società ha aderito alla Toscana Atletica Futura (settore maschile) ed alla Toscana Atletica Empoli (settore femminile) con le quali viene svolta l'attività federale assoluta.

### Pallacanestro
La società sportiva di pallacanestro è la L&S Basket TeamNova, nata nel 1998 dalla fusione del Basket Lastra e del Basket Signa, è ufficialmente iscritta alla Federazione Italiana Pallacanestro. La squadra ha militato per più anni nel campionato di Serie C, raggiungendo anche i play-off nazionali.

### Pallavolo
- Il Volley Club Le Signe milita dal 2022 nel campionato regionale di Serie C, e rappresenta sia il comune di Lastra a Signa che quello di Signa.
- Il G.S. Tripetetolo Pallavolo Misto con sede in località Tripetetolo è iscritto alla UISP.

### Altri sport
Arti Marziali
- l'ASD Shin do Kan storicamente si occupa della pratica del Judo, offrendo corsi anche di Karate, Katori shinto ryu, Jujitsu e Aikido.
- Il G.S. Le Signe 2000 nella pratica del Judo.
- L'Associazione L'Accrescimento con la pratica del Tai Chi Chuan.

Automobilismo
Il Club Ferrari con sede nel capoluogo.
Boxe
La A.S.D. Boxe Padariso Lastra a Signa è la squadra di boxe della città.
Ciclismo e Cicloturismo
- La Polisportiva Tripetetolo con sede a Lastra a Signa località Tripetetolo.
- La G.S. Ginestra con sede nella frazione di Ginestra Fiorentina.
- N.G.S. Ponte a Signa Vignoplast con sede nella frazione di Ponte a Signa.
- L'A.S.D. Ciclistica Malmantile con sede nella frazione di Malmantile.
- UISP Le Signe che opera sia nel comune di Lastra a Signa che in quello di Signa.
- L'Associazione Montagna Nuova con sede a Lastra a Signa.

Danza
La A.S.D. Danza La Follia nel capoluogo.
La Dance Connection a Ponte a Signa.
La “ASD Just Dance” a Stagno.
Equitazione
Il Penzolina Ranch a Malmantile.
Ginnastica artistica e Ginnastica ritmica
Il Centro Ginnastica Lastra a Signa con sede nel capoluogo.
Padel
L'ASD Padel Lastra svolge corsi di padel nel centro sportivo in gestione presso la località di San Martino a Gangalandi a Ponte a Signa.
Pesca sportiva
L'ASD Lenza Lastrense è iscritta alla FIPSAS e partecipa a campionati di pesca al colpo provinciali, regionali e interregionali. Ha sede in località Tripetetolo.
Sci
Lo Sci Club Lastra con sede in Piazza Sandro Pertini nel capoluogo.
Tennis
L'A.S.D. San Pietro a Malmantile con sede nella frazione di Malmantile, svolge corsi anche nel capoluogo.
Tiro a segno
Il Tiro a Segno Nazionale in località Tiro a Segno fra le frazioni di Ponte Torto e Belfiore.
Tiro con l'arco
Nel comune sono presenti due associazioni di tiro con l'arco: gli Arceri del Giglio e la Compagnia Arceri di Torre Mediana d'Occidente.
Trekking
- Gruppo Trekking Lastra a Signa a Lastra a Signa in località Tripetetolo.
- Gruppo Trekking Tripetetolo a Lastra a Signa in località Tripetetolo.
- Polisportiva UISP vicino allo stadio Comunale di Lastra a Signa.